# 阿武隈高地
阿武隈高地（あぶくまこうち）は、宮城県南部から茨城県北部にかけて広がっている高地で、大部分が福島県に属している。阿武隈山地（あぶくまさんち）とも呼ばれる。

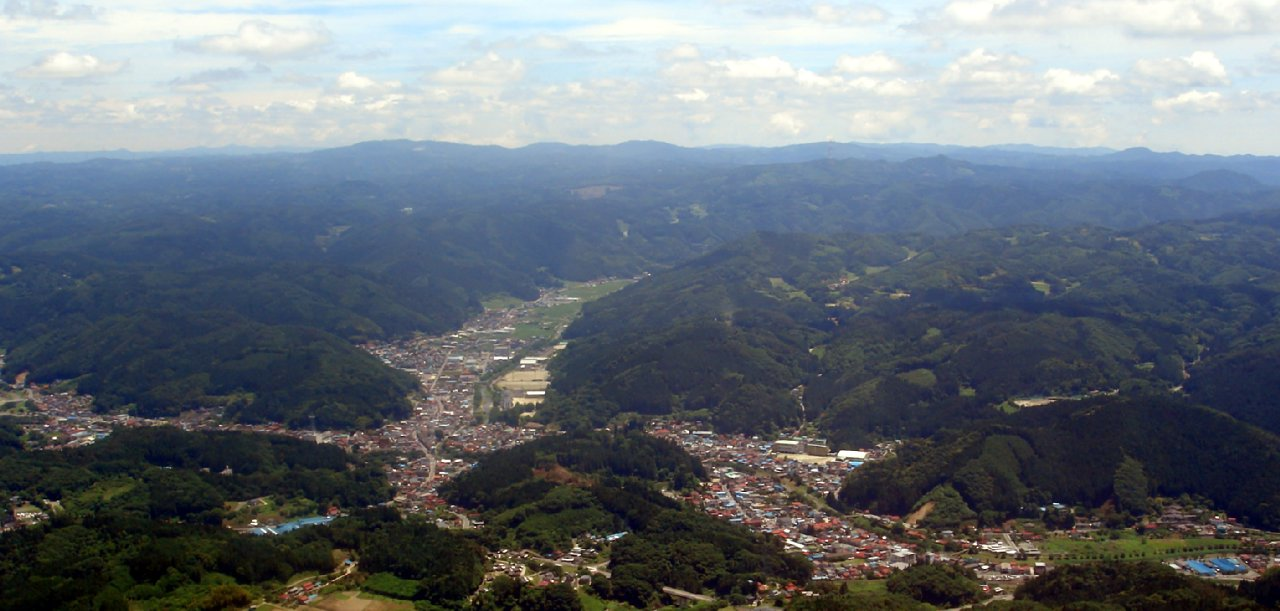
石川町より見る阿武隈高地

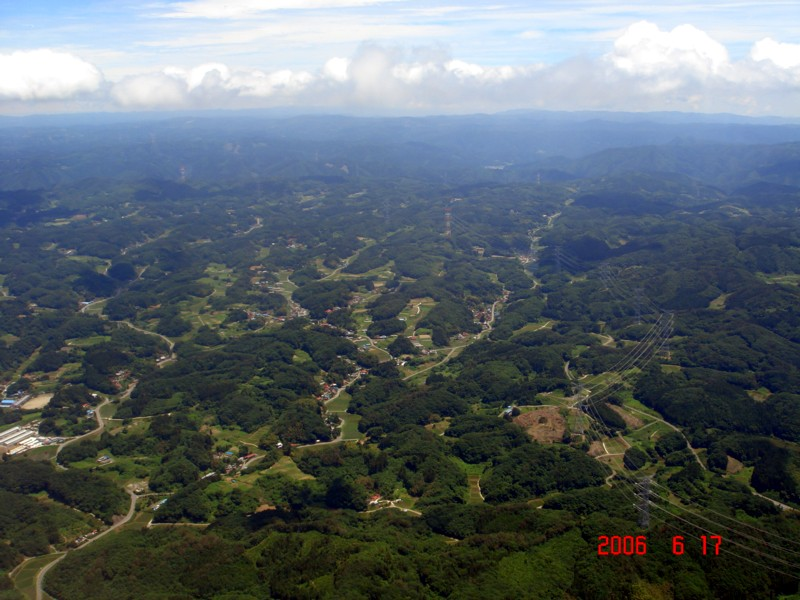
阿武隈高地の棚倉近辺（2006年6月撮影）

## 地勢
宮城県南部の阿武隈川右岸山地（亘理町と岩沼市の境）を北端、茨城県北部の久慈川左岸山地（日立市と東海村の境）を南端として南北170 km以上にわたって連なる山地である。その大部分が福島県に属し、おおむね阿武隈川を中心とする盆地である中通り地方と、太平洋沿岸部である浜通り地方との境界線となっている。阿武隈川・久慈川・太平洋に囲まれた紡錘形をした比較的なだらかな山地である。
山容は隆起準平原で北上山地と同様に高地部は全体的に比較的なだらかな地形が続く。阿武隈高地は海底で堆積した大変古い地層が隆起して陸地となり、はじめは日本アルプスのような大山脈だったと考えられるが、その後の長年の浸食作用で老年期のなだらかな地形となり、さらに隆起が進み隆起準平原となったと考えられる。阿武隈高地には侵食による残丘である硬い地質の独立峰が各所に残る。阿武隈高地中央部から西部のなだらかな山容とは対照的に阿武隈高地東部は、更なる隆起と再侵食により深い渓谷を刻む川も多く、阿武隈高地を西から東に抜ける道路の多くは、隆起した高地東部の「畑川断層」・「双葉断層」など断層による断崖状の壁面の急勾配を下っていく。阿武隈高地がかつて海底にあったことを物語るものに、田村市滝根のあぶくま洞などの鍾乳洞、いわき市大久町のアンモナイト、フタバスズキリュウなどの化石産出地などがある。
阿武隈高地は活断層調査結果などより比較的安定な地盤と考えられ、また従来地震による被害の少ない地域でもある。

## 気候
沿岸は温暖な太平洋側気候、内陸は内陸性気候を呈しており、奥羽山脈以西より降雪量も少ない。また阿武隈山地の西側は年平均降水量も1,100 mmから1,300 mmと東北地方では少ない方である。太平洋側は阿武隈川側に比較して冬は温暖で夏は涼しいが、標高の高い地域は冬は寒さが厳しく、夏はやませの影響で冷害となることも多い。

## 主な山
- 大滝根山 1,193 m 阿武隈山地最高峰
- 日山 1,057 m 阿武隈山地で2番目に高い山
- （八溝山 1,022 m 茨城県最高峰 ※）

以上1000m峰
北より
- 三門山 205 m
- 四方山 274 m
- 鹿狼山 430 m
- 霊山 805 m 霊山城跡としても有名。
- 女神山 599 m
- 花塚山 918 m 富士山を撮影できる北限とされ、2016年に正式に撮影された。
- 木幡山 666 m 木幡の旗祭りで有名。
- 口太山 843 m
- 日山（天王山） 1,057 m 以前は富士山撮影の北限とされた。
- 五十人山 883 m
- 鎌倉岳（常葉）967 m
- 大鷹鳥谷山 794 m 電波時計調整用の電波塔、おおたかどや山標準電波送信所がある。
- 高柴山 884 m
- 大滝根山 1,192 m レーダー監視等の任務にあたる航空自衛隊大滝根山分屯基地がある。
- 宇津峰山 677 m 南北朝期の城跡として有名。宇津峰を参照。
- 蓬田岳 952 m 阿武隈高地では数少ない独立峰で、富士山や筑波山の眺望スポットとしても知られる。
- 二ッ箭山 709 m
- 鎌倉岳（竹貫）670 m
- 檜山 510 m
- （八溝山 1,022 m ※）
- （高笹山 922 m）
- 和尚山 804 m
- 花園山 798 m
- 竪破山 658 m
- 男体山（奥久慈男体山） 654 m
- 神峰山 598 m
- 高鈴山 623 m
- （高峰 520 m）
- （雨巻山 533 m）
- ※注--八溝山については近年「独立した八溝山系」とする見解が主流となっている。八溝山系の山は（）付きで示す。

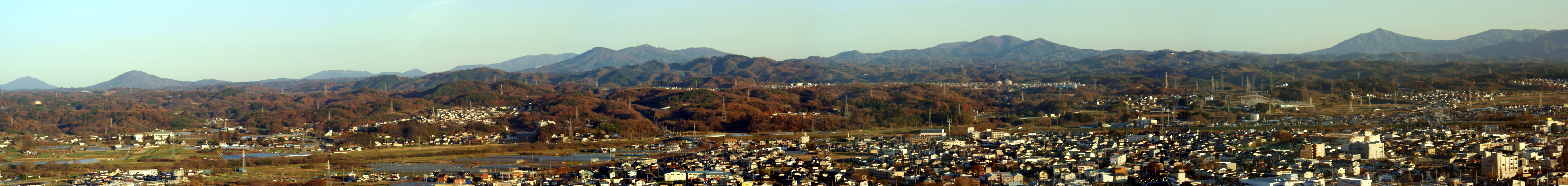
阿武隈高地(ビッグアイ22階展望ゾーンより望む)

## 主な河川

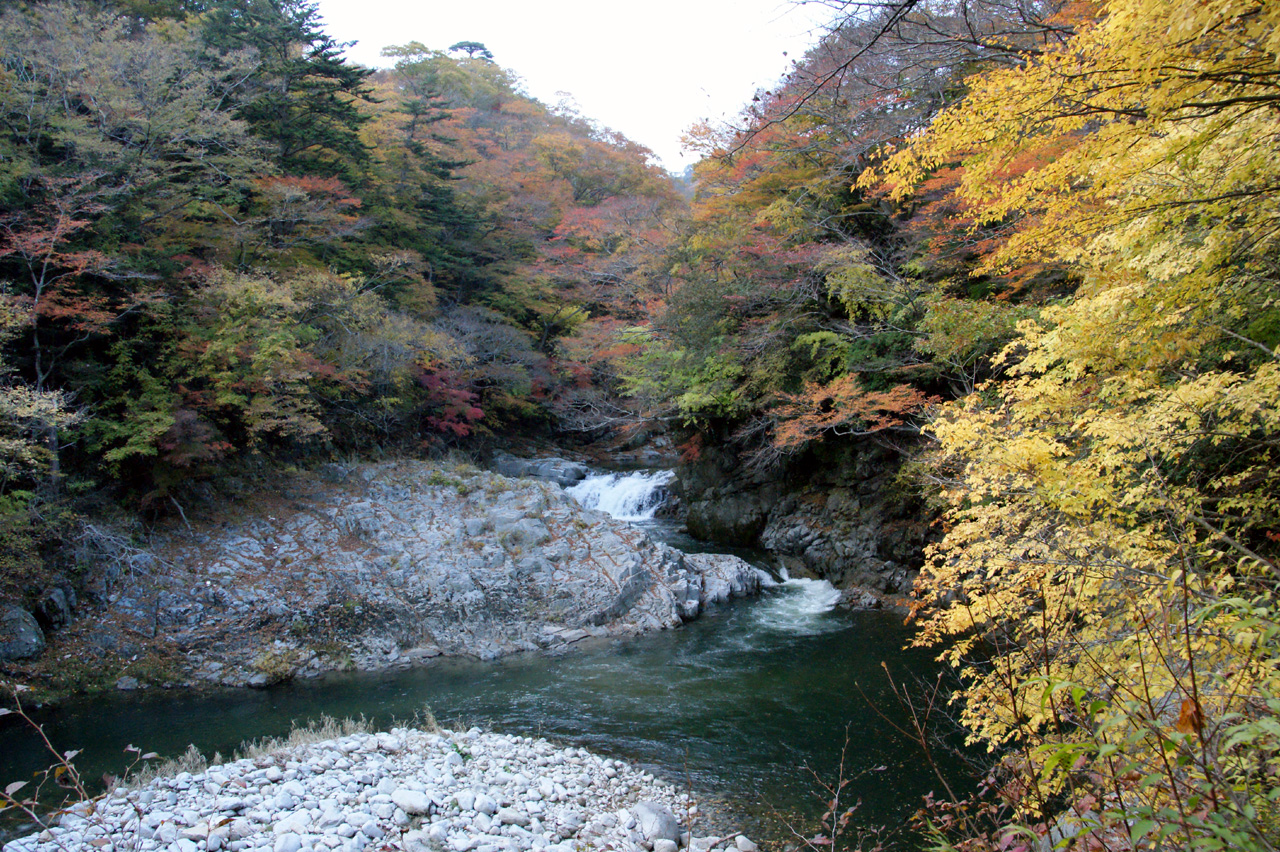
隆起した高地東部を刻む深い谷の一つ夏井川渓谷

- 阿武隈川
- 宇多川
- 真野川
- 新田川
- 太田川
- 請戸川
- 熊川
- 木戸川
- 夏井川
- 鮫川
- 大滝根川
- 北須川
- 移川
- 口太川
- 久慈川

### 阿武隈高地の河川施設

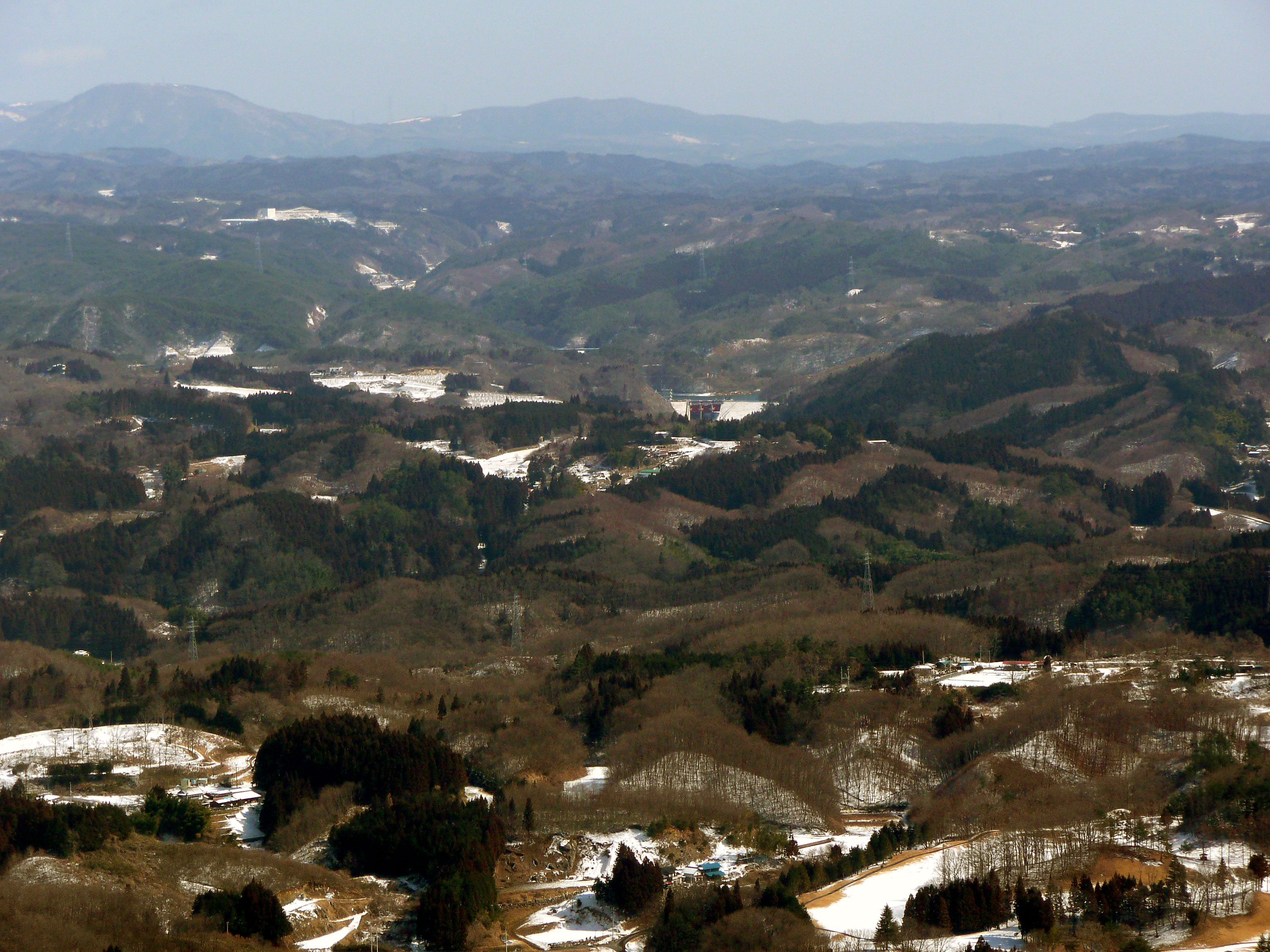
阿武隈高地の千五沢ダム（中央付近）空撮

阿武隈水系においては、支流における河川施設が多く、阿武隈川が流れる福島県中通り地方の年平均降水量は1,500 mm（奥羽山脈側） - 1,100 mm（阿武隈川流域・盆地部） - 1,300 mm（阿武隈高地側）と少ないため、その多くは灌漑、上水道用のダムである。

#### 河川施設一覧
| 一次 支川 （本川）   | 二次 支川 | 三次 支川 | ダム名     | 堤高 (m) | 総貯水 容量 (千m3) | 型式               | 事業者     | 備考 [位置]                                                                            |
| -------------------- | --------- | --------- | ---------- | -------- | ------------------ | ------------------ | ---------- | -------------------------------------------------------------------------------------- |
| 黄金川（阿武隈川）   | －        | －        | 犬神ダム   | 32.4     | 1,206              | アース             | 福島県     | 北緯37度01分41秒 東経140度16分25秒 / 北緯37.02809670203809度 東経140.27357782024455度  |
| 今出川（阿武隈川）   | －        | －        | 今出ダム   | 79.5     | 14,400             | 重力式             | 福島県     | 計画中止                                                                               |
| 北須川（阿武隈川）   | －        | －        | 千五沢ダム | 43.0     | 13,000             | アース             | 福島県     | 北緯37度11分33秒 東経140度29分51秒 / 北緯37.19240006216314度 東経140.49753664192573度  |
| 上石川（阿武隈川）   | －        | －        | 金沢調整池 | 30.8     | 1,371              | 重力式             | 東北農政局 | 北緯37度20分26秒 東経140度27分08秒 / 北緯37.34063650026078度 東経140.45219677079237度  |
| 大滝根川（阿武隈川） | －        | －        | 三春ダム   | 65.0     | 42,800             | 重力式             | 国土交通省 | 北緯37度24分15秒 東経140度28分25秒 / 北緯37.404069583353824度 東経140.4736223567902度  |
| 大平川（阿武隈川）   | －        | －        | 高柴調整池 | 24.3     | 115                | アース             | 東北農政局 | 北緯37度27分35秒 東経140度28分00秒 / 北緯37.459826809882045度 東経140.46658796277273度 |
| 阿武隈川             | －        | －        | 蓬萊ダム   | 21.5     | 3,803              | 重力式             | 東北電力   | 北緯37度38分33秒 東経140度31分31秒 / 北緯37.64257913078624度 東経140.52533775288185度  |
| 阿武隈川             | －        | －        | 信夫ダム   | 21.5     | 1,872              | 重力式             | 東北電力   | 北緯37度42分55秒 東経140度29分52秒 / 北緯37.715180226440076度 東経140.49781697796593度 |
| 阿武隈川             | －        | －        | 阿武隈大堰 | －       | －                 | 可動堰             | 国土交通省 | 北緯38度04分44秒 東経140度51分31秒 / 北緯38.07896863132433度 東経140.8584740902323度   |
| 白岩川（仁井田川）   | －        | －        | 新池       | 15.4     | 250                | 重力式             | 福島県     | 北緯37度08分35秒 東経140度56分33秒 / 北緯37.14313789726182度 東経140.9424339448241度   |
| 黒森川（夏井川）     | －        | －        | こまちダム | 37.0     | 772                | 重力式コンクリート | 福島県     | 北緯37度16分57秒 東経140度34分20秒 / 北緯37.28255292713247度 東経140.57234659636669度  |
| 小玉川（夏井川）     | －        | －        | 小玉ダム   | 102      | 13,930             | 重力式             | 福島県     | 北緯37度07分35秒 東経140度49分28秒 / 北緯37.126511418929795度 東経140.82432859342546度 |
| 鮫川                 | －        | －        | 高柴ダム   | 59.5     | 12,700             | 重力式             | 福島県     | 北緯36度54分20秒 東経140度43分05秒 / 北緯36.90561432033799度 東経140.71803784790998度  |
| 四時川（鮫川）       | －        | －        | 四時ダム   | 83.5     | 12,100             | ロックフィル       | 福島県     | 北緯36度54分20秒 東経140度43分05秒 / 北緯36.90561432033799度 東経140.71803784790998度  |
| 花園川（大北川）     | －        | －        | 水沼ダム   | 33.7     | 2,230              | 重力式             | 茨城県     | 北緯36度51分01秒 東経140度40分33秒 / 北緯36.85033979125度 東経140.67584306449度        |
| 大北川               | －        | －        | 小山ダム   | 65       | 16,600             | 重力式             | 茨城県     | 北緯36度47分59秒 東経140度38分25秒 / 北緯36.79959222285225度 東経140.64019107525678度  |
| 花貫川               | －        | －        | 花貫ダム   | 45.3     | 2,880              | 重力式             | 茨城県     | 北緯36度43分28秒 東経140度38分55秒 / 北緯36.724522958058度 東経140.6485485026度        |
| 十王川               | －        | －        | 十王ダム   | 48.6     | 2,860              | 重力式             | 茨城県     | 北緯36度40分14秒 東経140度39分46秒 / 北緯36.67051474701699度 東経140.66279673049996度  |
| 竜神川（久慈川）     | －        | －        | 竜神ダム   | 45       | 3,000              | 重力式             | 茨城県     | 北緯36度41分02秒 東経140度28分03秒 / 北緯36.683962879152度 東経140.46746603431度       |

#### 用水路・導水路
| 用水路名 | 所在地 | 管理者 |
| -------- | ------ | ------ |
| 西根堰   | 福島県 | －     |

#### 発電所一覧
| 発電所名            | 河川名 （水系）      | ダム式 /水路式 | 運用開始年         | 最大出力 （kw） | 有効落差 /水量  | 所在地         | 事業者               | 位置                                                                                   | 備考 |
| ------------------- | -------------------- | -------------- | ------------------ | --------------- | --------------- | -------------- | -------------------- | -------------------------------------------------------------------------------------- | ---- |
| 移川                | 移川（阿武隈川）     | 水路           | 1921年（大正10年） | 330             | －              | 福島県三春町   | 東北電力             | 北緯37度29分50秒 東経140度33分22秒 / 北緯37.497123927570016度 東経140.55618257388343度 |      |
| 青石                | 移川（阿武隈川）     | 水路           | 1919年（大正8年）  | 200             | －              | 福島県三春町   | 東北電力             | 北緯37度30分18秒 東経140度32分50秒 / 北緯37.5050874997757度 東経140.5472408435657度    |      |
| 三春ダム 管理用右岸 | 大滝根川（阿武隈川） | ダム           | 1998年（平成10年） | （1,020）       | （43.9 m）      | 福島県三春町   | 東北地方整備局       | 北緯37度24分13秒 東経140度28分29秒 / 北緯37.40359398735842度 東経140.47466076885885度  |      |
| 三春ダム 管理用左岸 | 大滝根川（阿武隈川） | 水路           | 1998年（平成10年） | －              | －              | 福島県三春町   | 東北地方整備局       |                                                                                        |      |
| 仏台                | 口太川（阿武隈川）   | 水路           | 1914年（大正3年）  | 150             | －              | 福島県二本松市 | 東北電力             | 北緯37度33分01秒 東経140度34分16秒 / 北緯37.55014999705502度 東経140.57097724933772度  |      |
| 沢上                | 口太川（阿武隈川）   | 水路           | 1908年（明治41年） | 340             | －              | 福島県二本松市 | 東北電力             | 北緯37度33分11秒 東経140度33分39秒 / 北緯37.553092585759316度 東経140.5607105692097度  |      |
| 小瀬川              | 移川（阿武隈川）     | 水路           | 1921年（大正10年） | 1,100           | －              | 福島県二本松市 | 東北電力             | 北緯37度35分30秒 東経140度30分59秒 / 北緯37.591680425510276度 東経140.51648106050652度 |      |
| 蓬莱                | 阿武隈川             | ダム+水路      | 1938年（昭和13年） | 38,500          | 77.6 m          | 福島県福島市   | 東北電力             | 北緯37度41分53秒 東経140度29分46秒 / 北緯37.69792737146347度 東経140.49619716195232度  |      |
| 信夫                | 阿武隈川             | ダム+水路      | 1939年（昭和14年） | 5,950           | －              | 福島県福島市   | 東北電力             | 北緯37度43分02秒 東経140度29分47秒 / 北緯37.717237942746394度 東経140.49651625656972度 |      |
| 川上                | 川上川（久慈川）     | 水路           | 1914年（大正3年）  | 800             | －              | 福島県塙町     | 東北電力             | 北緯36度55分40秒 東経140度26分52秒 / 北緯36.927755度 東経140.447727度                  |      |
| 雨谷                | 渡瀬川（久慈川）     | 水路           | 1923年（大正12年） | 520             | －              | 福島県塙町     | 東北電力             | 北緯36度58分05秒 東経140度26分45秒 / 北緯36.967994度 東経140.445748度                  |      |
| 真野                | 真野川               | ダム           | 1991年（平成3年）  | 1,100           | －              | 福島県相馬市   | 東星興業（東北電力） | 北緯37度43分08秒 東経140度50分01秒 / 北緯37.718777度 東経140.833628度                  |      |
| 昼曽根              | 請戸川               | 水路           | 1913年（大正2年）  | 500             | －              | 福島県浪江町   | 東北電力             | 北緯37度32分25秒 東経140度51分48秒 / 北緯37.540263146726744度 東経140.86338925062827度 |      |
| 古道川              | 高瀬川（請戸川）     | 水路           | －                 | －              | －              | 福島県田村市   | 東北電力             | 北緯37度27分51秒 東経140度49分07秒 / 北緯37.46403907262818度 東経140.81864203334547度  |      |
| 高瀬川              | 高瀬川（請戸川）     | 水路           | 1926年（大正15年） | 4,800           | －              | 福島県浪江町   | 東北電力             | 北緯37度27分37秒 東経140度51分49秒 / 北緯37.460349177532756度 東経140.86356202515208度 |      |
| 木戸川第一          | 木戸川               | 水路           | －                 | －              | －              | 福島県川内村   | 東北電力             | 北緯37度16分35秒 東経140度51分50秒 / 北緯37.276345度 東経140.863996度                  |      |
| 木戸川第二          | 木戸川               | 水路           | 1936年（昭和11年） | 15,000          | －              | 福島県楢葉町   | 東北電力             | 北緯37度16分51秒 東経140度56分30秒 / 北緯37.280917度 東経140.941737度                  |      |
| 木戸川第三          | 木戸川               | 水路           | 1939年（昭和14年） | 1,000           | －              | 福島県楢葉町   | 東北電力             | 北緯37度16分36秒 東経140度57分33秒 / 北緯37.276721度 東経140.959144度                  |      |
| 夏井川第一          | 夏井川               | 水路           | 1916年（大正5年）  | 4,000           | －              | 福島県いわき市 | 東北電力             | 北緯37度09分47秒 東経140度49分32秒 / 北緯37.16302236957351度 東経140.8255021178841度   |      |
| 夏井川第二          | 夏井川               | 水路           | 1920年（大正9年）  | 3,500           | －              | 福島県いわき市 | 東北電力             | 北緯37度11分21秒 東経140度48分04秒 / 北緯37.18919度 東経140.801194度                   |      |
| 夏井川第三          | 夏井川               | 水路           | 1931年（昭和6年）  | 1,800           | －              | 福島県いわき市 | 東北電力             | 北緯37度09分00秒 東経140度49分53秒 / 北緯37.15003度 東経140.83142度                    |      |
| 川前                | 夏井川               | 水路           | 1916年（大正5年）  | 1,400           | －              | 福島県いわき市 | 東北電力             | 北緯37度14分03秒 東経140度41分35秒 / 北緯37.234121度 東経140.69293度                   |      |
| 塩田                | 夏井川               | 水路           | 1927年（昭和2年）  | 560             | －              | 福島県いわき市 | 東北電力             | 北緯37度08分29秒 東経140度50分23秒 / 北緯37.14140339110474度 東経140.83986021796272度  |      |
| 鹿又川              | 鹿又川（夏井川）     | 水路           | 1921年（大正10年） | 680             | －              | 福島県いわき市 | 東北電力             | 北緯37度12分19秒 東経140度45分28秒 / 北緯37.20531度 東経140.757726度                   |      |
| 小玉川第一          | 小玉川（夏井川）     | 水路           | 1931年（昭和6年）  | 2,800           | －              | 福島県いわき市 | 東北電力             | 北緯37度07分37秒 東経140度50分05秒 / 北緯37.12681877662428度 東経140.83480619877727度  |      |
| 小玉川第二          | 小玉川（夏井川）     | 水路           | 1935年（昭和10年） | 2,920           | －              | 福島県いわき市 | 東北電力             | 北緯37度07分45秒 東経140度48分24秒 / 北緯37.12906478799904度 東経140.80668690585355度  |      |
| 大利第一            | 好間川（夏井川）     | 水路           | 1920年（大正9年）  | 1,000           | －              | 福島県いわき市 | 東北電力             | 北緯37度04分34秒 東経140度47分55秒 / 北緯37.07618007494511度 東経140.79867817773473度  |      |
| 大利第二            | 好間川（夏井川）     | 水路           | 1920年（大正9年）  | 316             | －              | 福島県いわき市 | 東北電力             | 北緯37度05分27秒 東経140度46分41秒 / 北緯37.09092645409273度 東経140.77802588705873度  |      |
| 鮫川第二            | 鮫川                 | 水路           | －                 | －              | －              | 福島県古殿町   | 東北電力             | 北緯37度02分15秒 東経140度37分17秒 / 北緯37.03738067480983度 東経140.6214988171078度   |      |
| 柿の沢              | 鮫川                 | 水路           | －                 | 4,800           | －              | 福島県いわき市 | 日鉱金属             | 北緯37度00分04秒 東経140度42分36秒 / 北緯37.001061964936966度 東経140.70990636977024度 |      |
| 高柴ダム            | 鮫川                 | ダム           | 1985年（昭和60年） | 1,600           | 31.3 m / 6.5 m3 | 福島県いわき市 | 福島県               | 北緯36度57分21秒 東経140度44分00秒 / 北緯36.955700587251066度 東経140.73327056427678度 |      |
| 四時川第一          | 四時川               | 水路           | 1922年（大正11年） | 4,000           | －              | 福島県いわき市 | 東北電力             | 北緯36度55分57秒 東経140度41分05秒 / 北緯36.93243312074099度 東経140.68470308972366度  |      |
| 四時川第二          | 四時川               | 水路           | 1927年（昭和2年）  | 1,230           | －              | 福島県いわき市 | 東北電力             | 北緯36度55分33秒 東経140度39分24秒 / 北緯36.92569876590859度 東経140.65680536191007度  |      |
| 小川                | 四時川               | 水路           | 1922年（大正11年） | 2,400           | －              | 福島県いわき市 | 東北電力             | 北緯36度54分13秒 東経140度43分11秒 / 北緯36.90353211877472度 東経140.7198247596733度   |      |

- 出典・参考リンク
  - 東北電力発電所名リスト1
  - 東北電力発電所名リスト2
  - 東北電力発電所名リスト3
  - 最近の小水力発電技術（富士時報）
  - 水力認定設備一覧（2009年3月31日までに認定された設備）

#### 阿武隈高地のダム画像

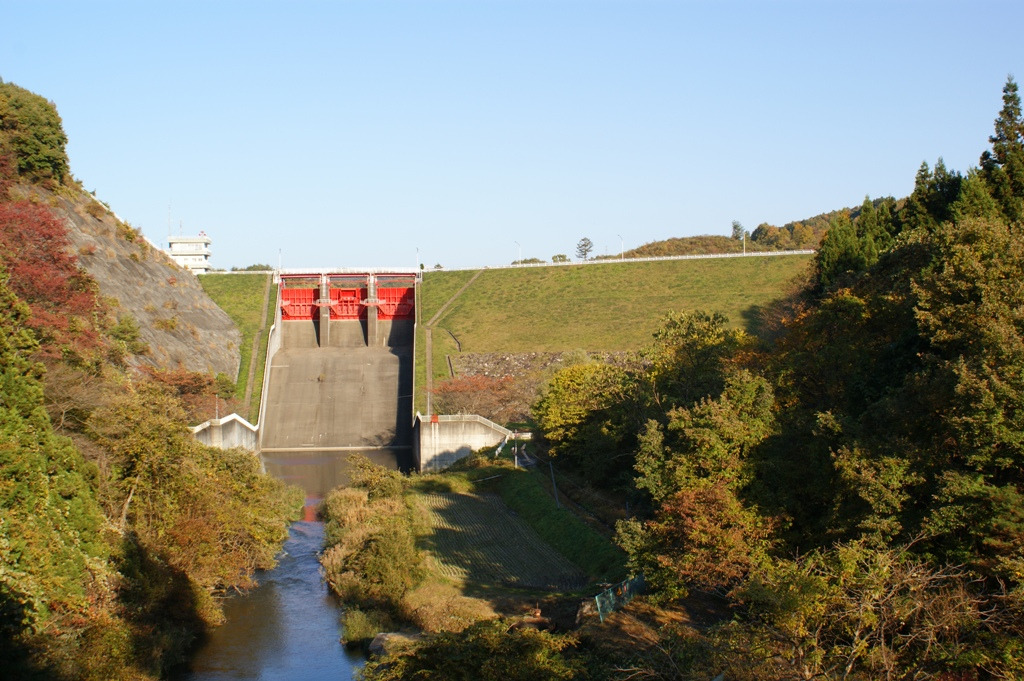
千五沢ダム（北須川）
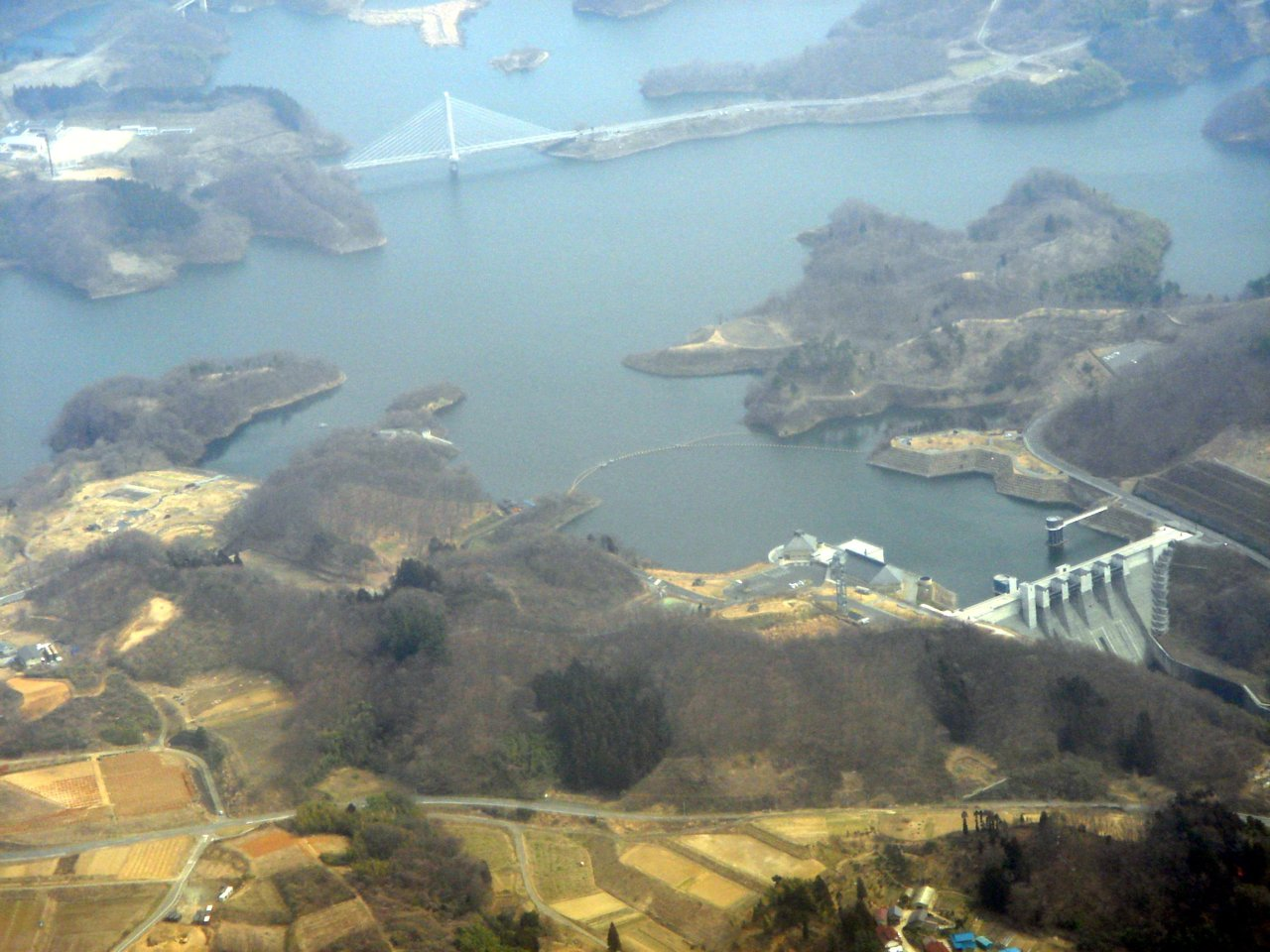
三春ダム（大滝根川）
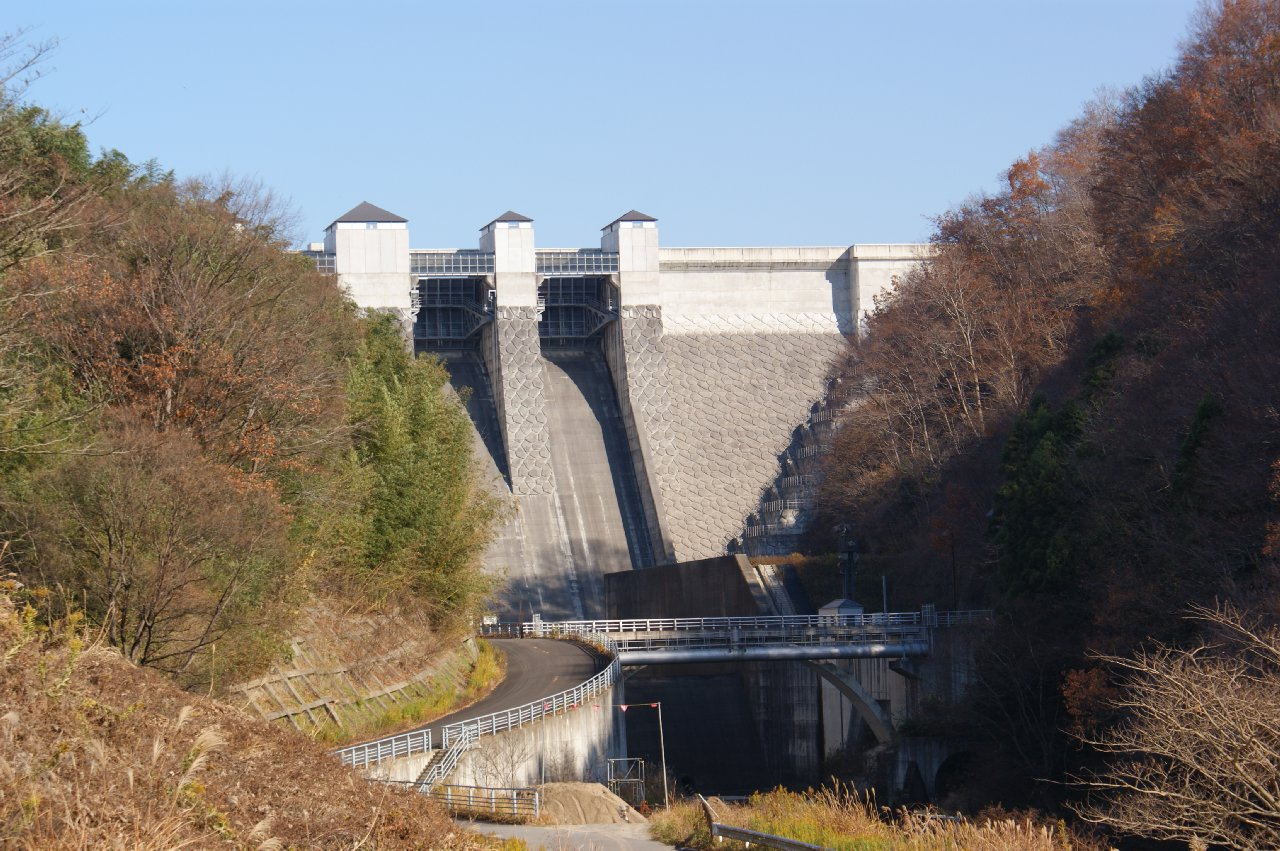
三春ダム正面画像
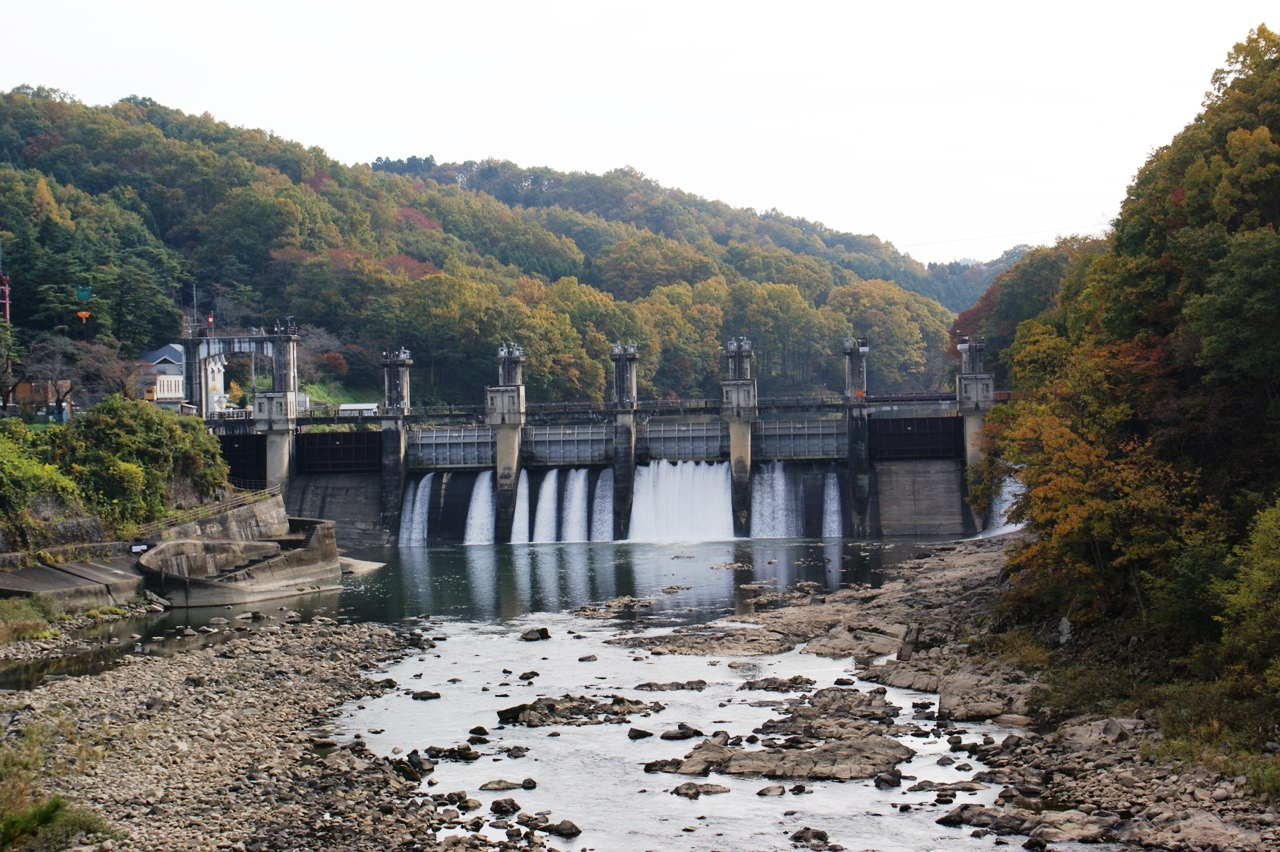
蓬萊ダム（阿武隈川） （飯野ダム）
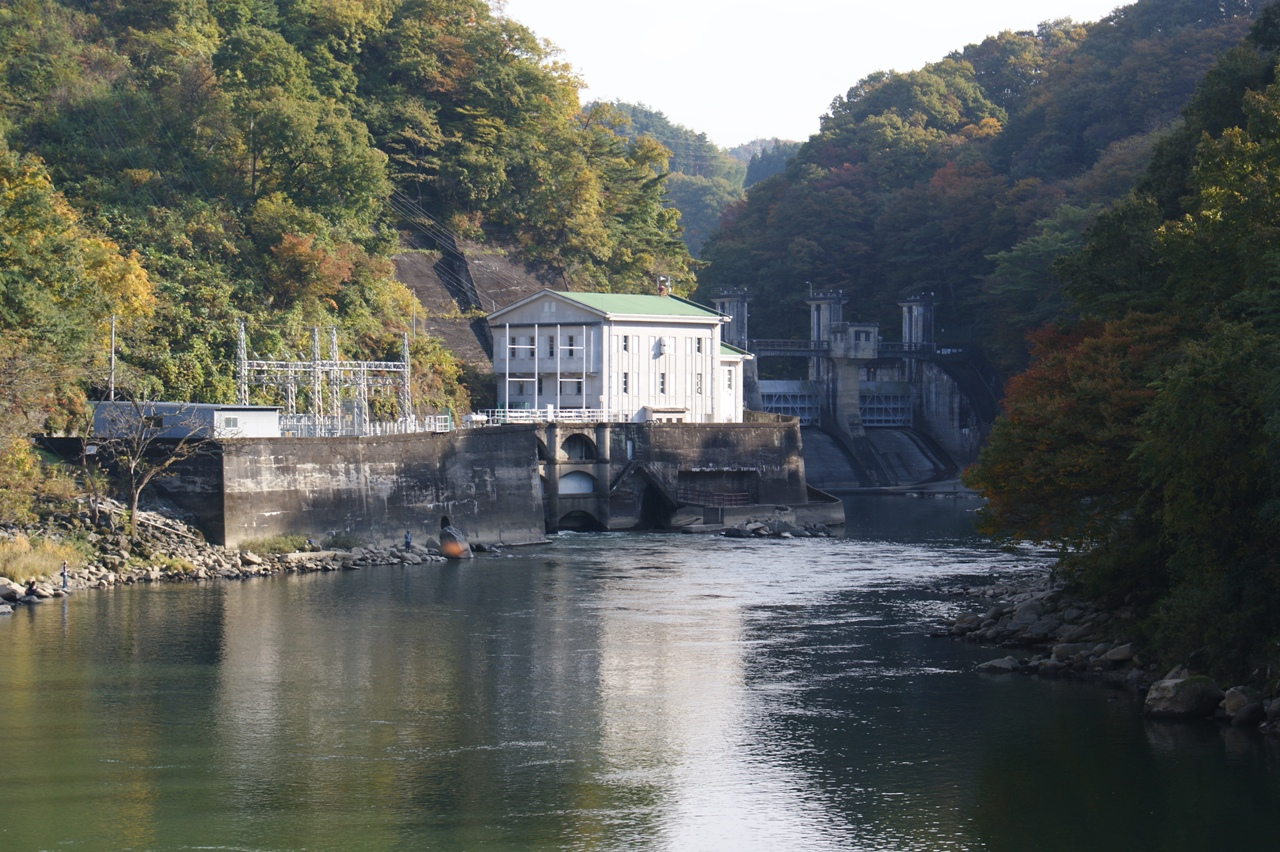
信夫ダム（阿武隈川）
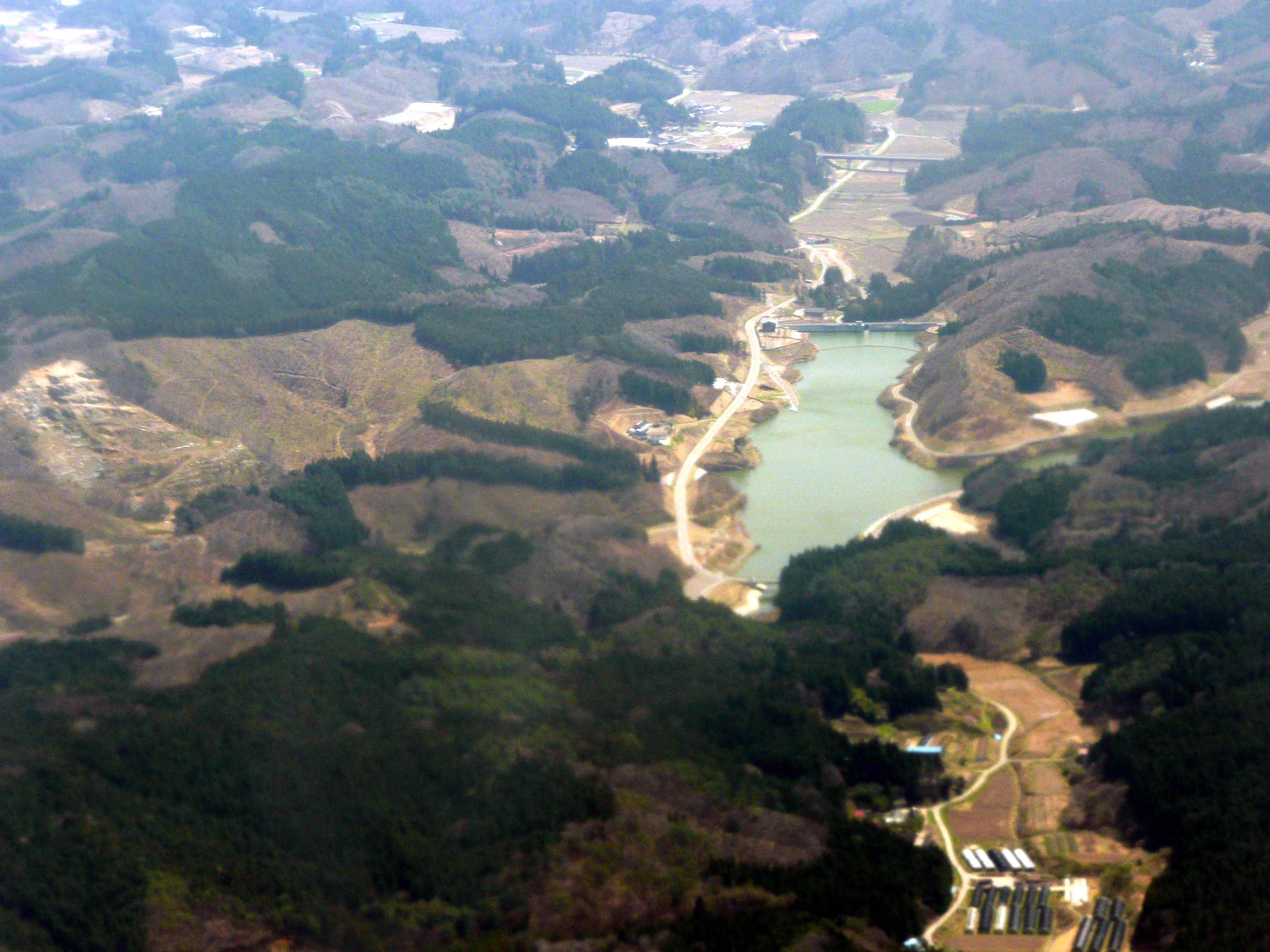
こまちダム湖
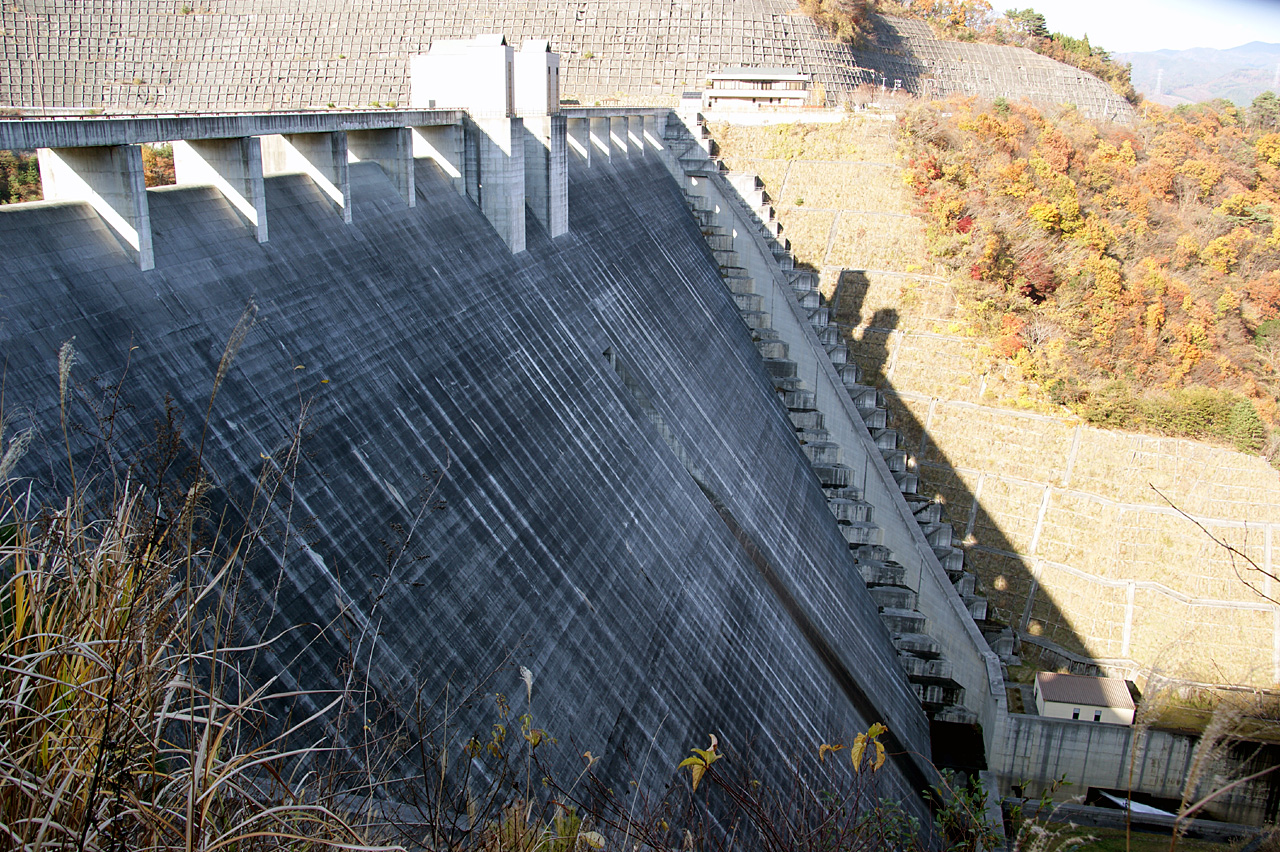
小玉ダム（小玉川）
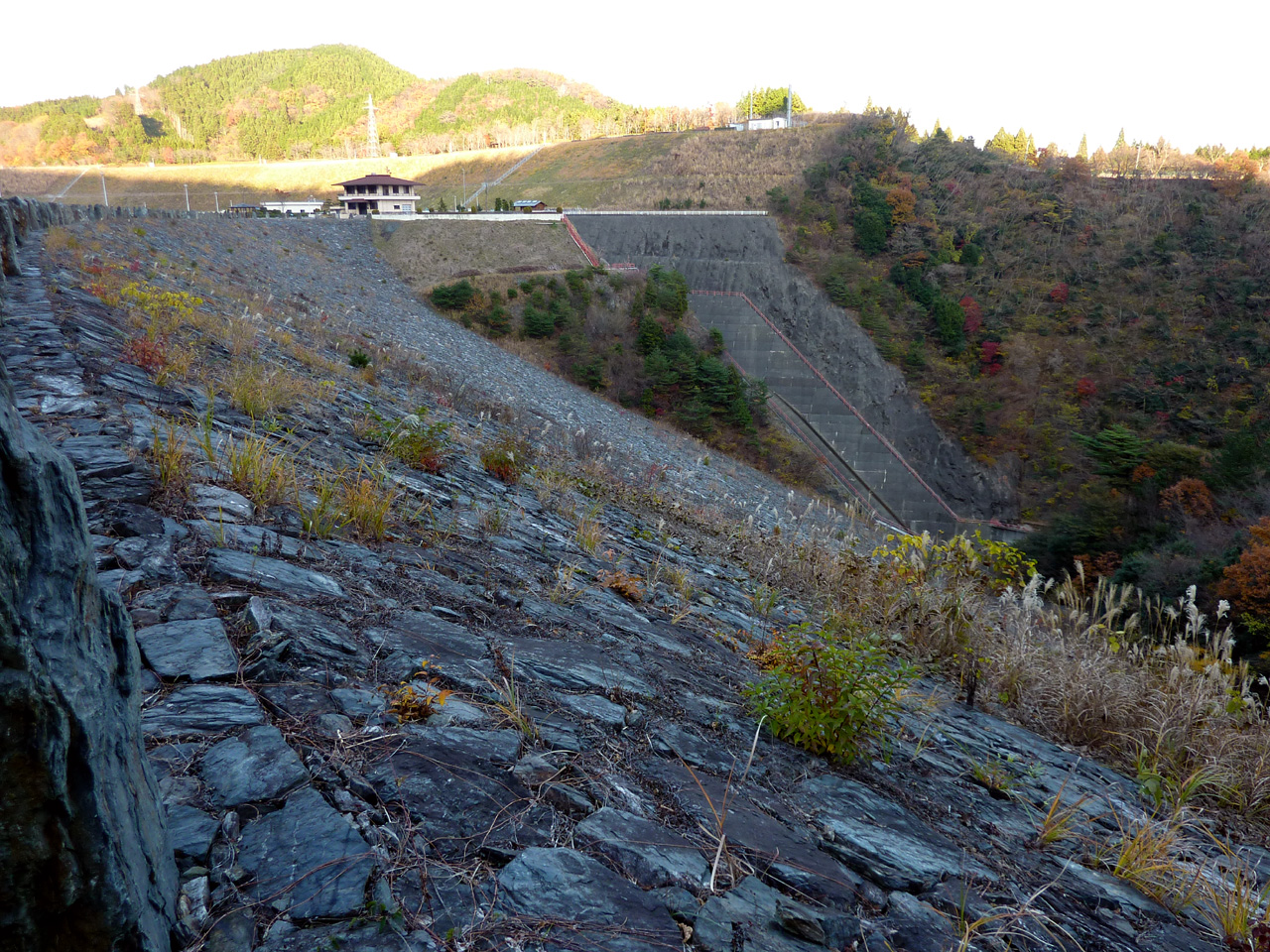
四時ダム（四時川）
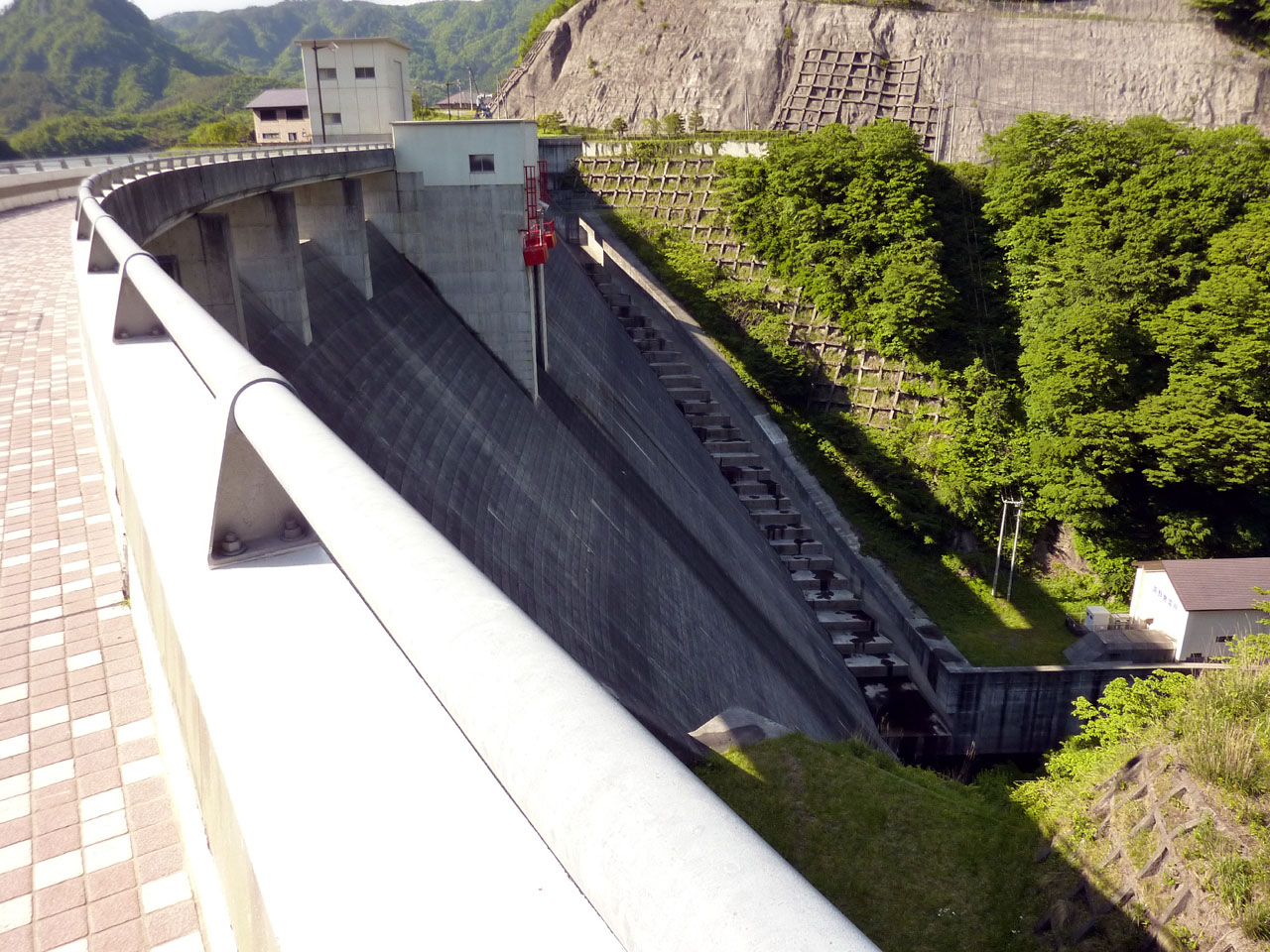
真野ダム（真野川）

#### 阿武隈高地の水力発電所画像

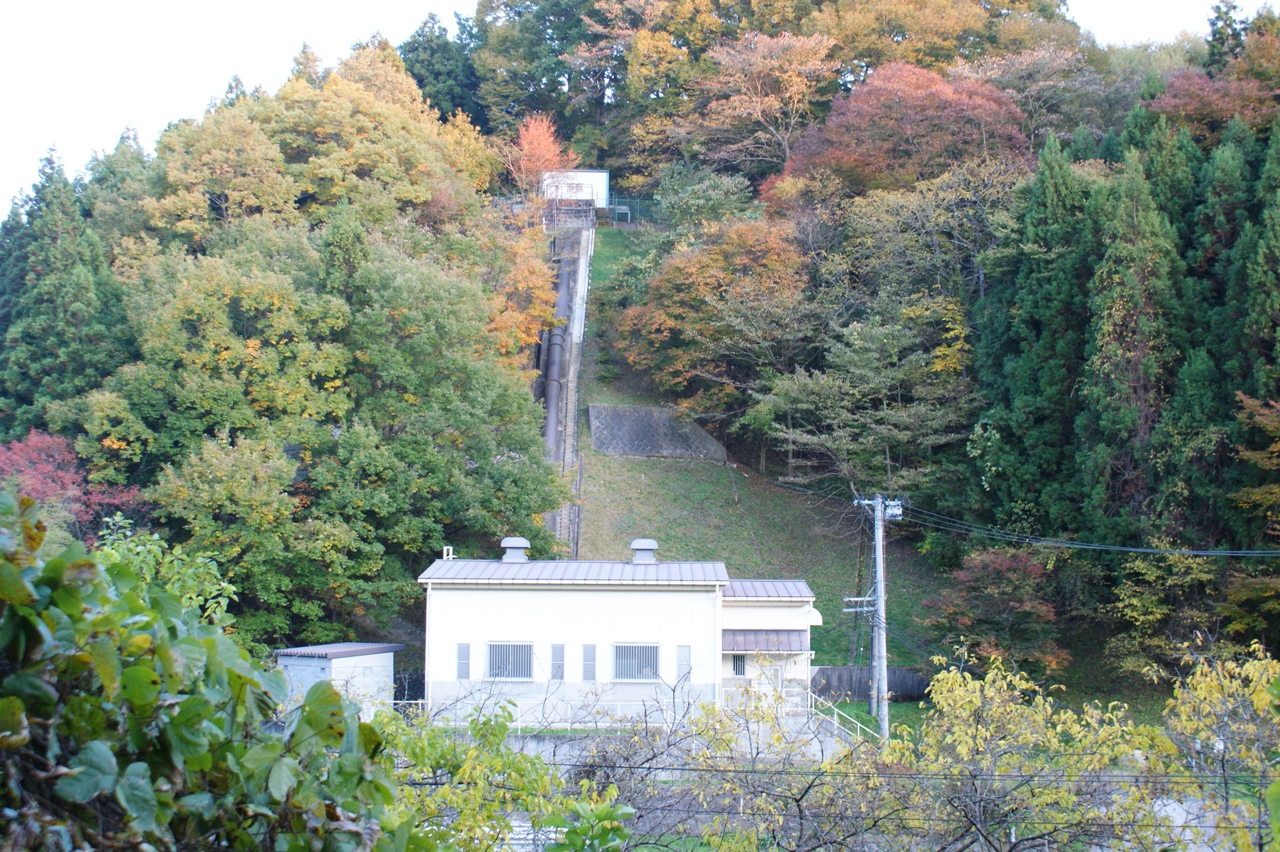
青石発電所（三春町）
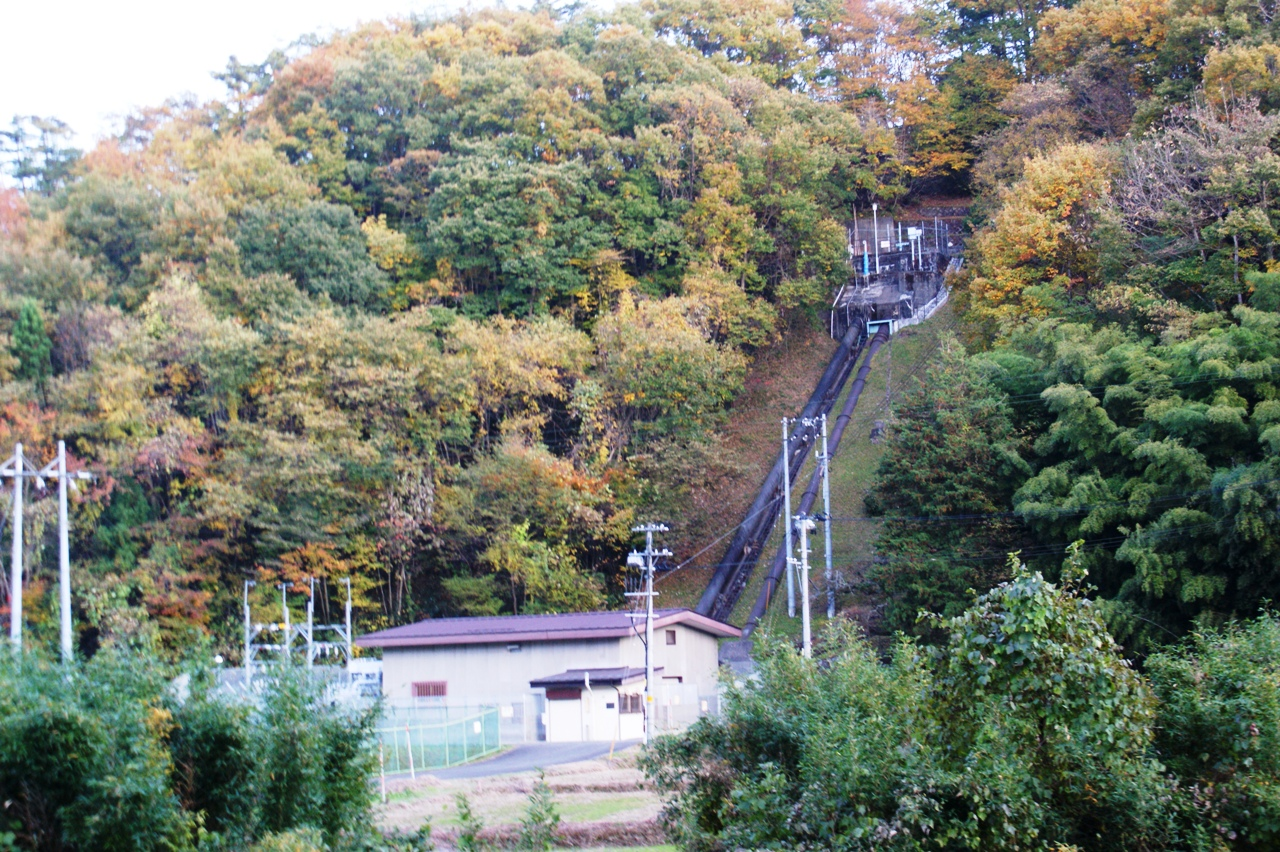
移川発電所（三春町）
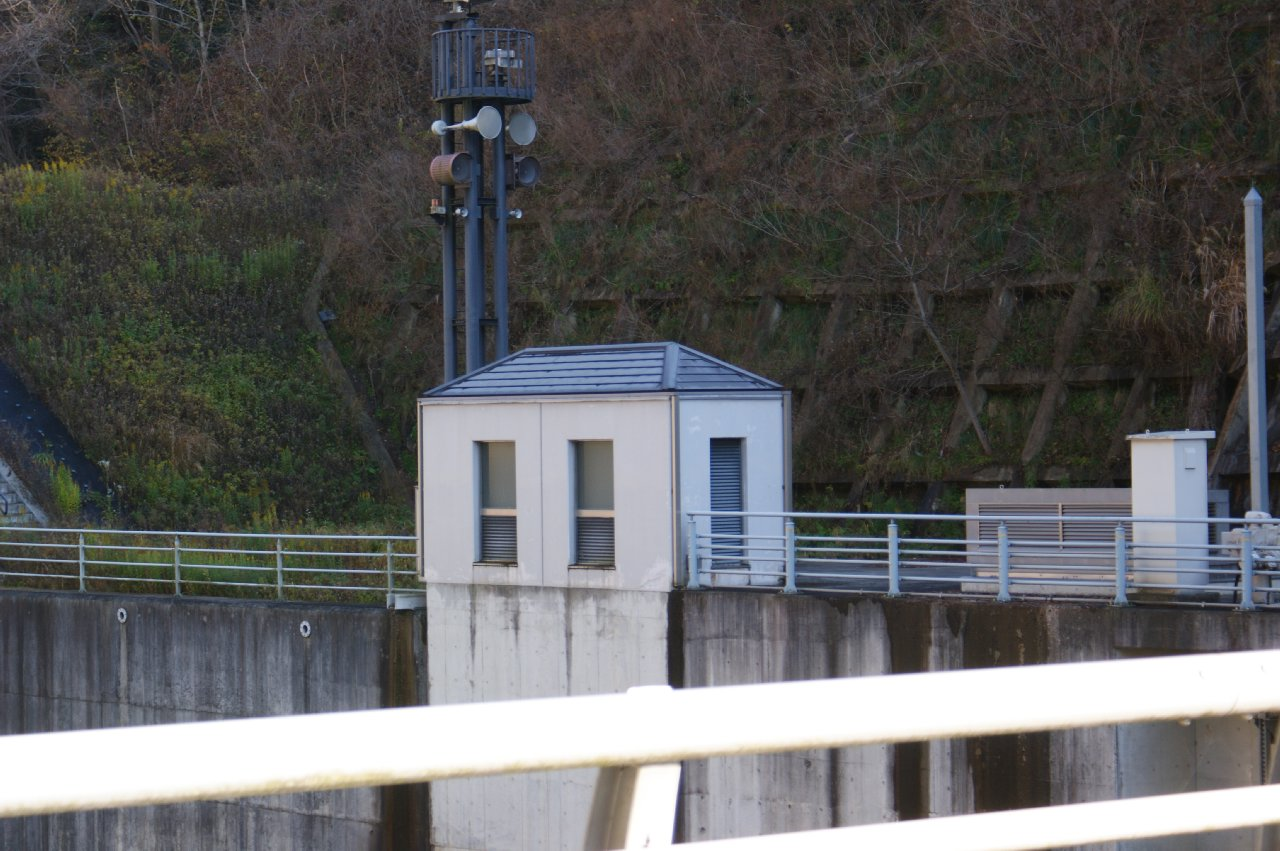
三春ダム管理用左岸発電所（三春町）
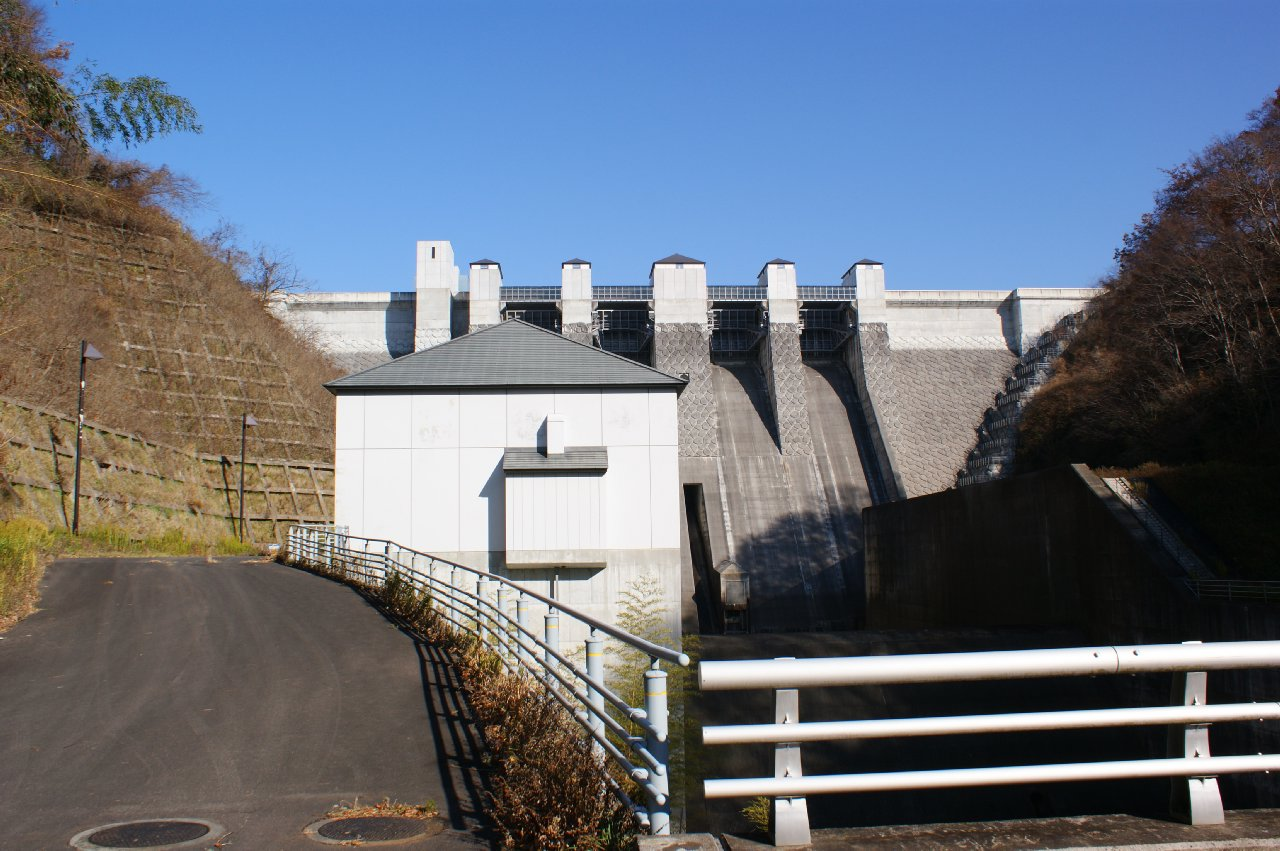
三春ダム管理用右岸発電所（三春町）
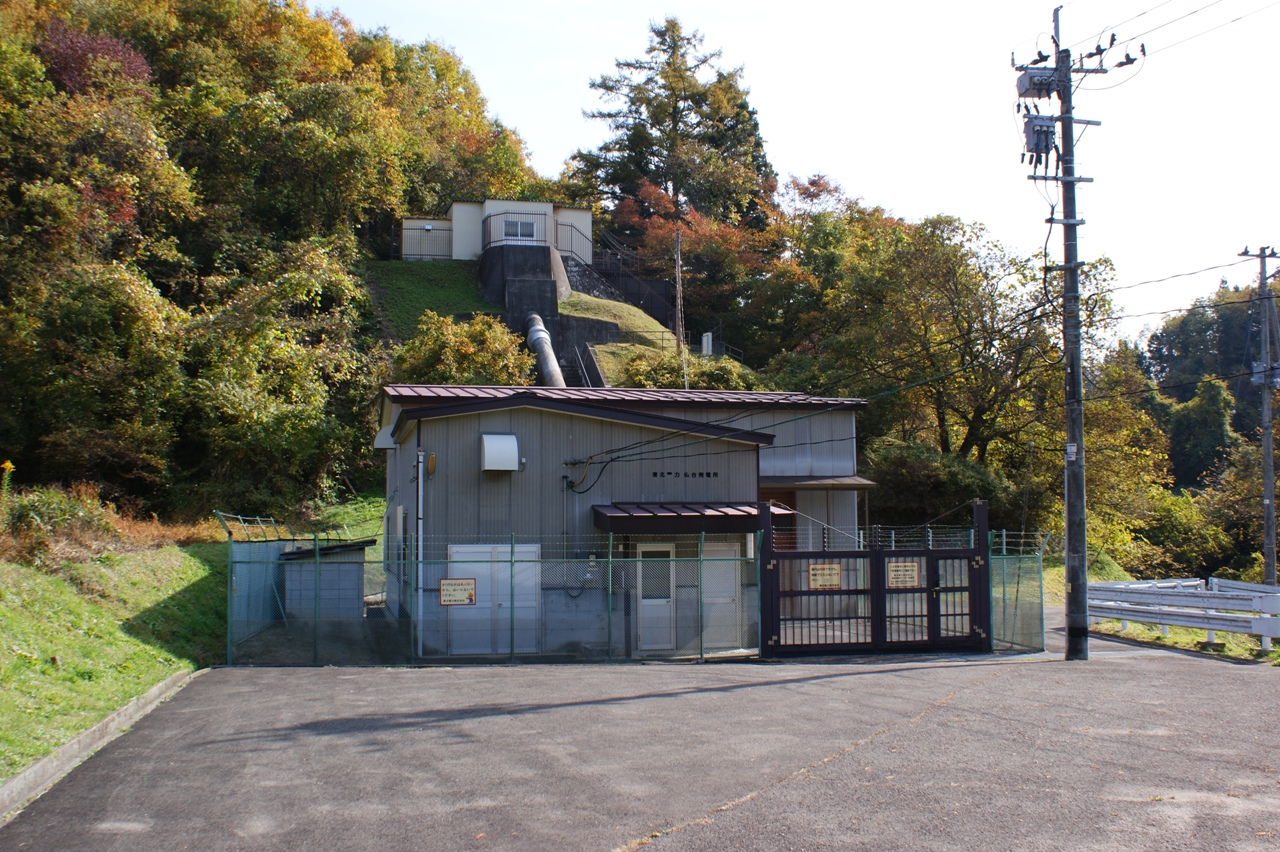
仏台発電所（二本松市）
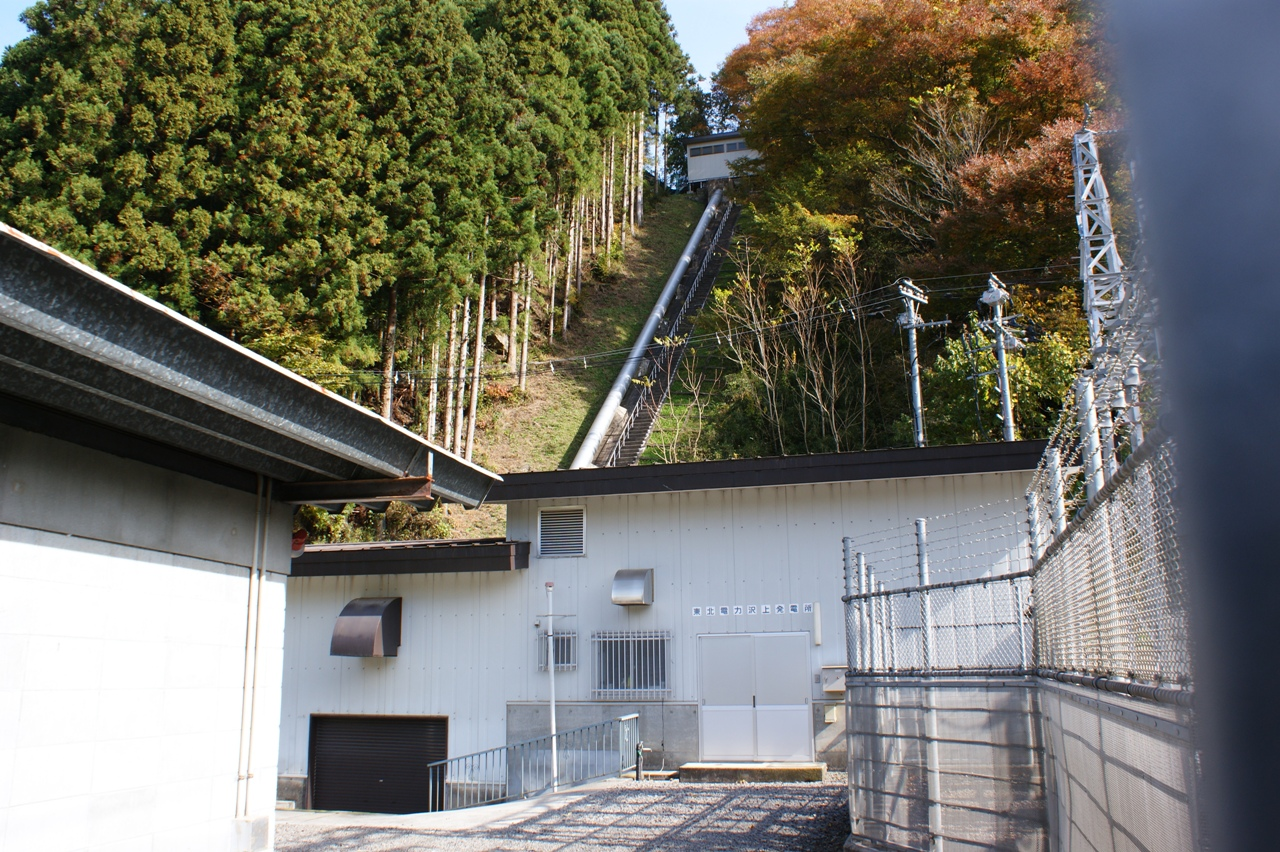
沢上発電所（二本松市）
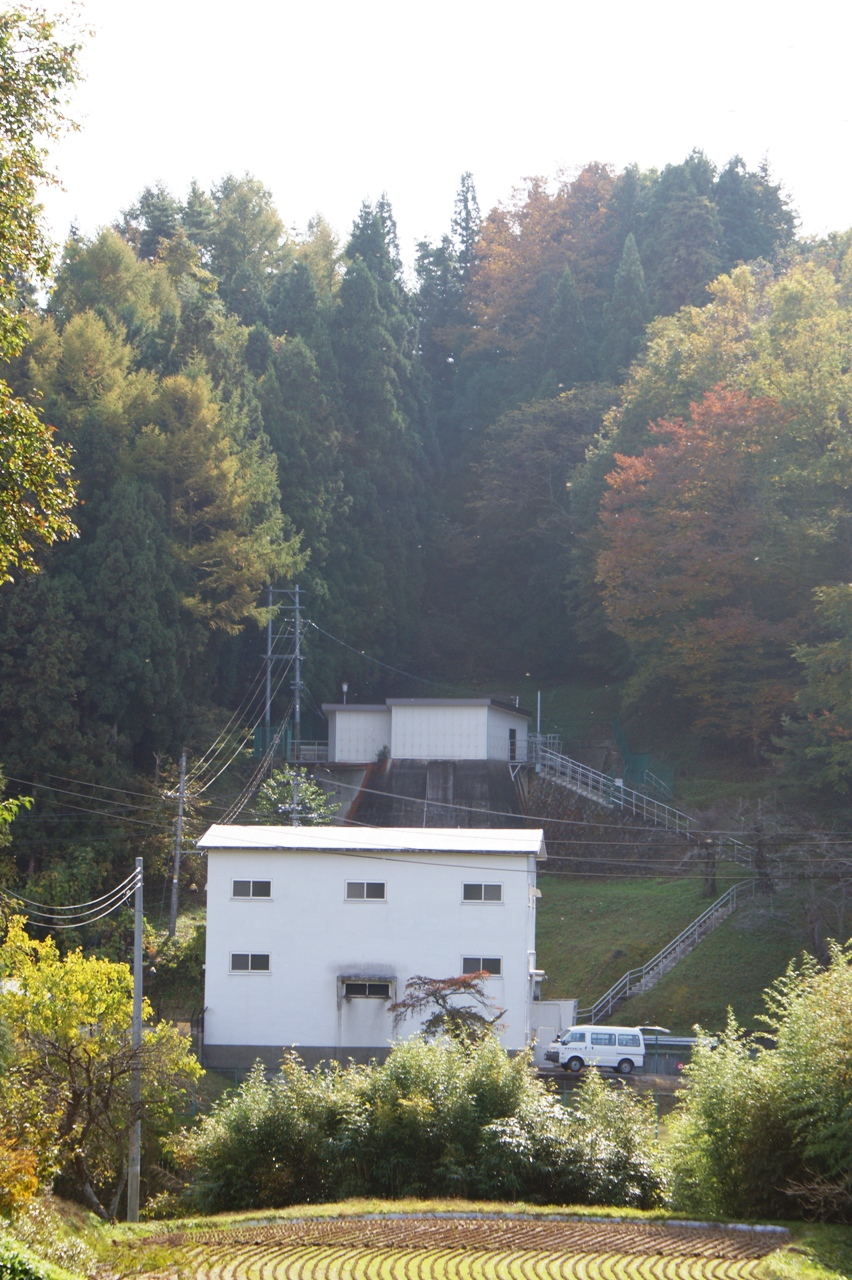
小瀬川発電所（二本松市）
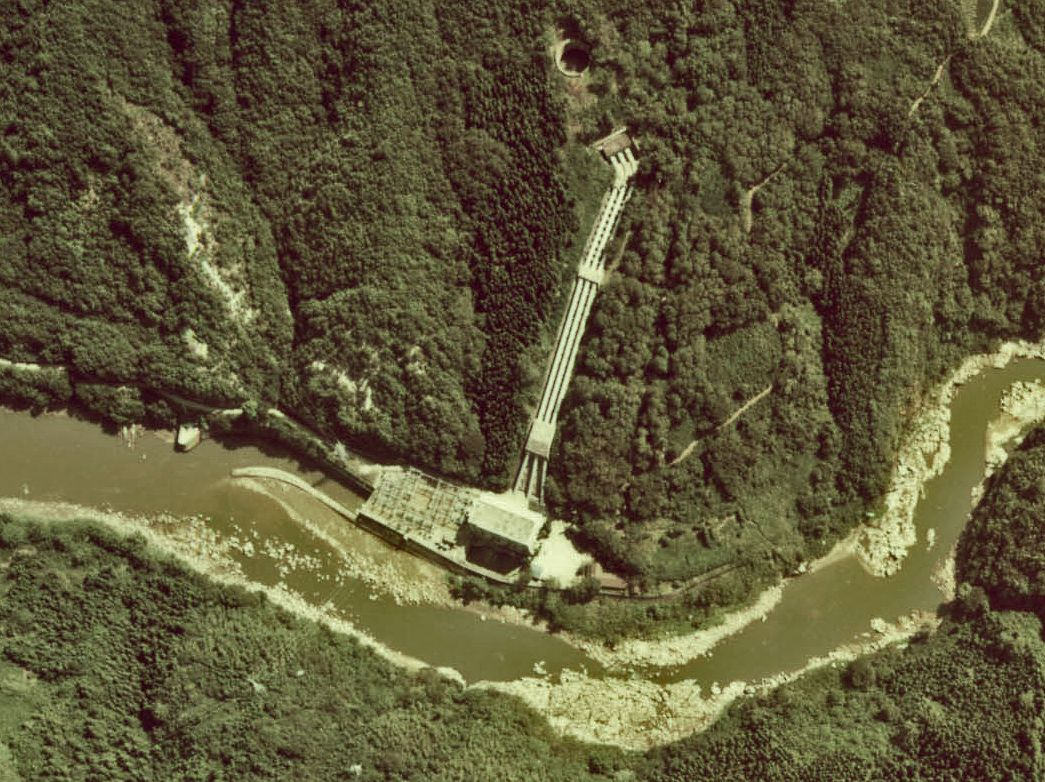
蓬莱発電所[6]（福島市）
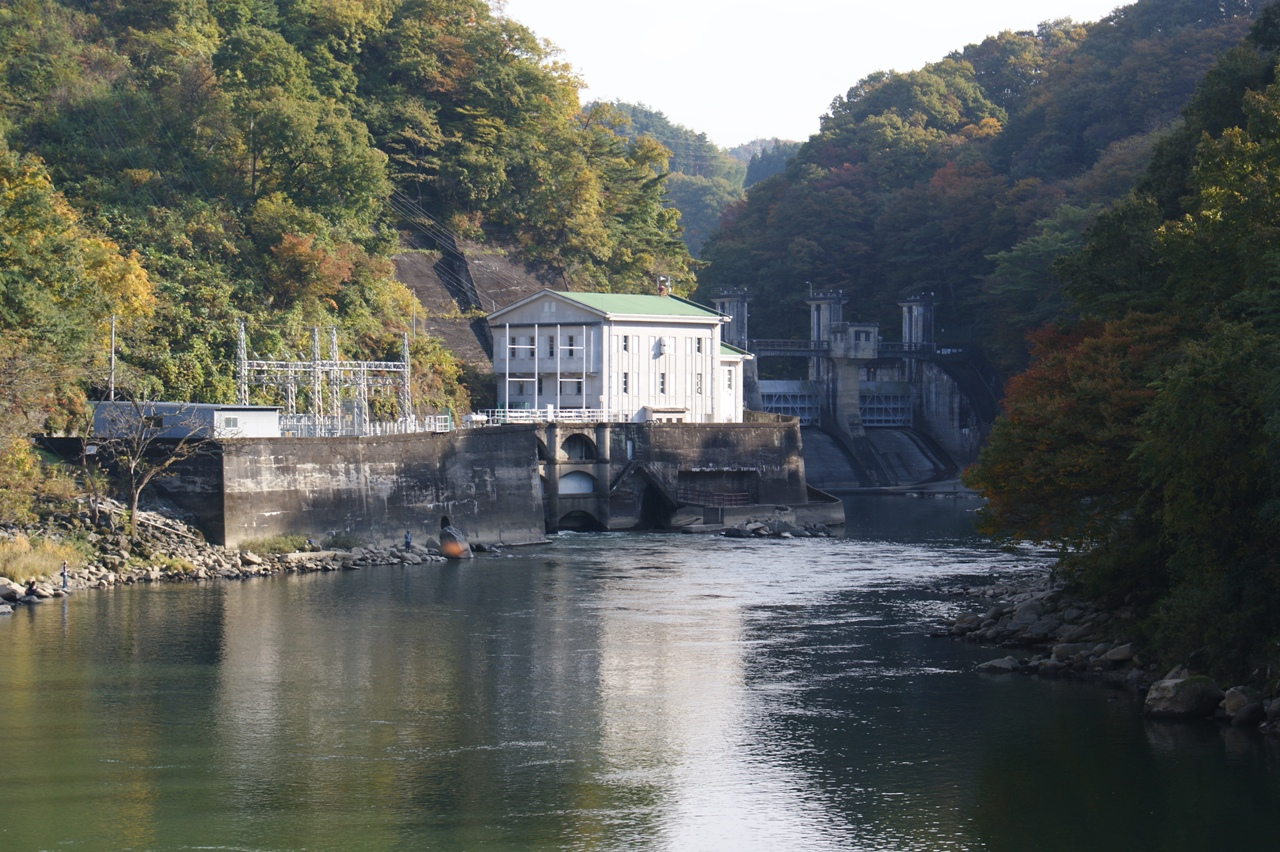
信夫発電所（福島市）
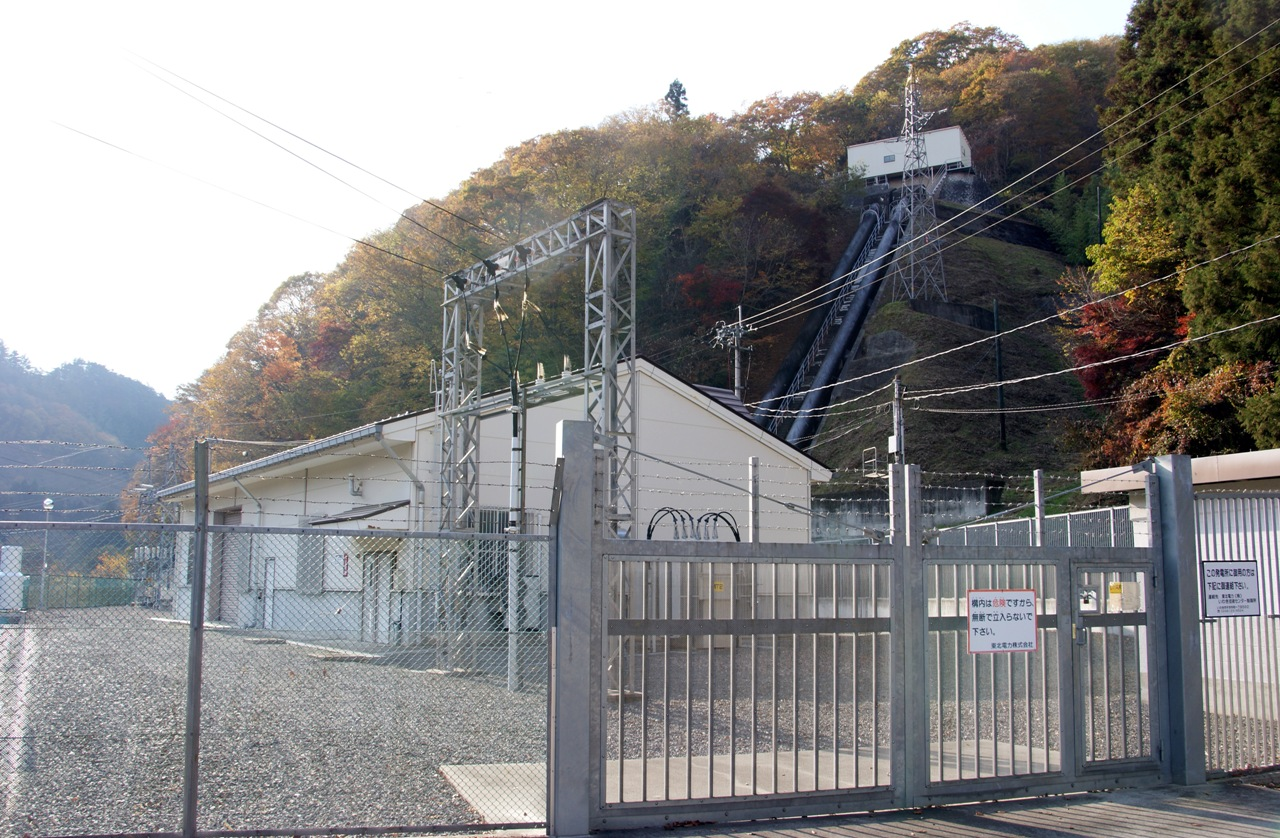
川前発電所（いわき市）
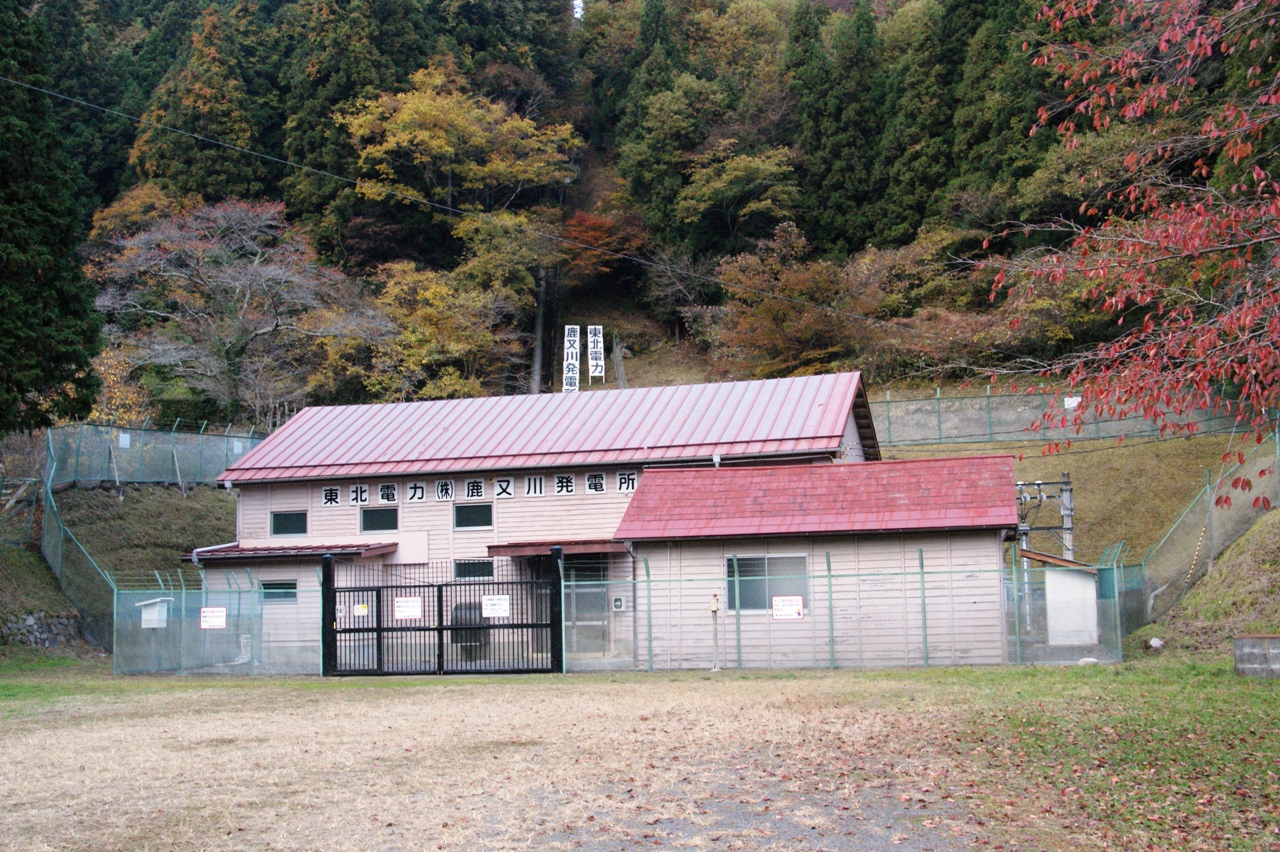
鹿又川発電所（いわき市）
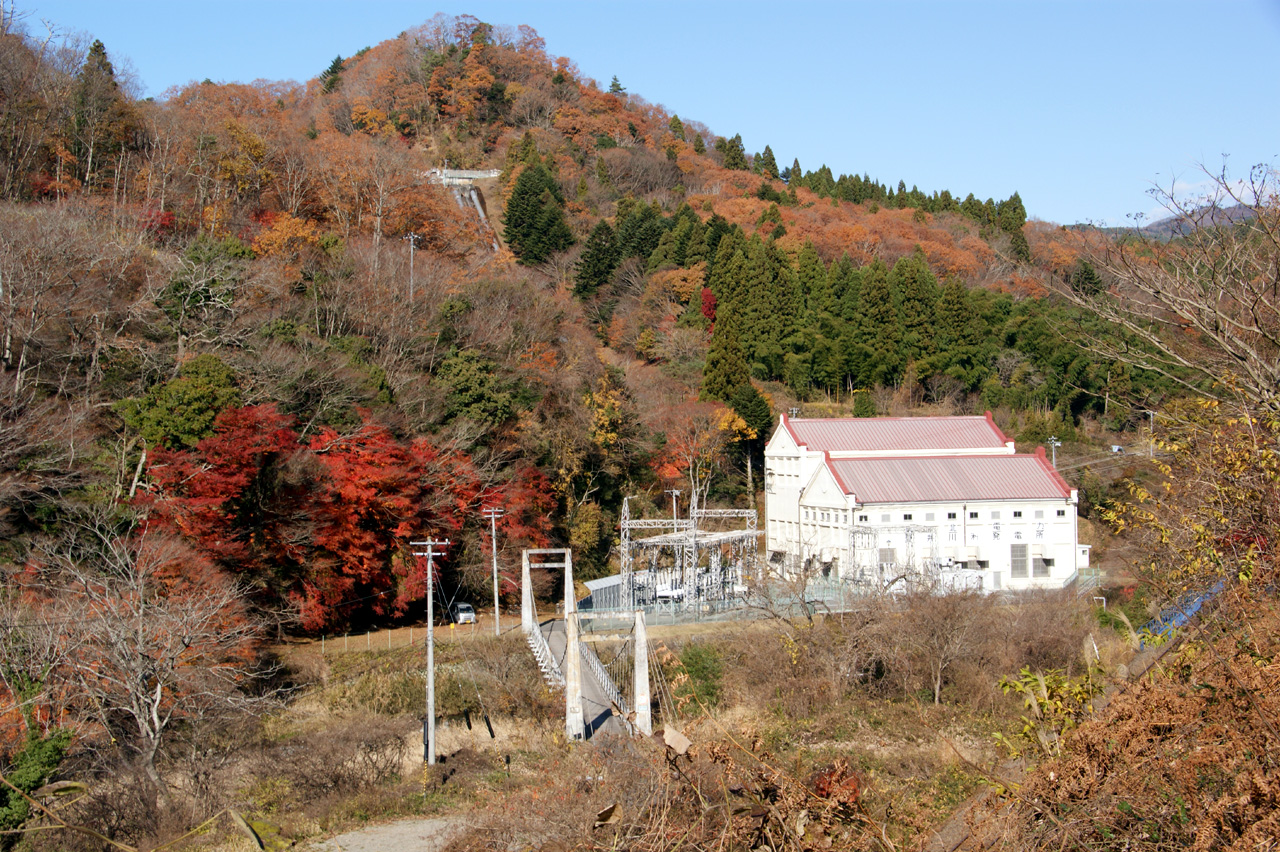
夏井川第一発電所（いわき市）
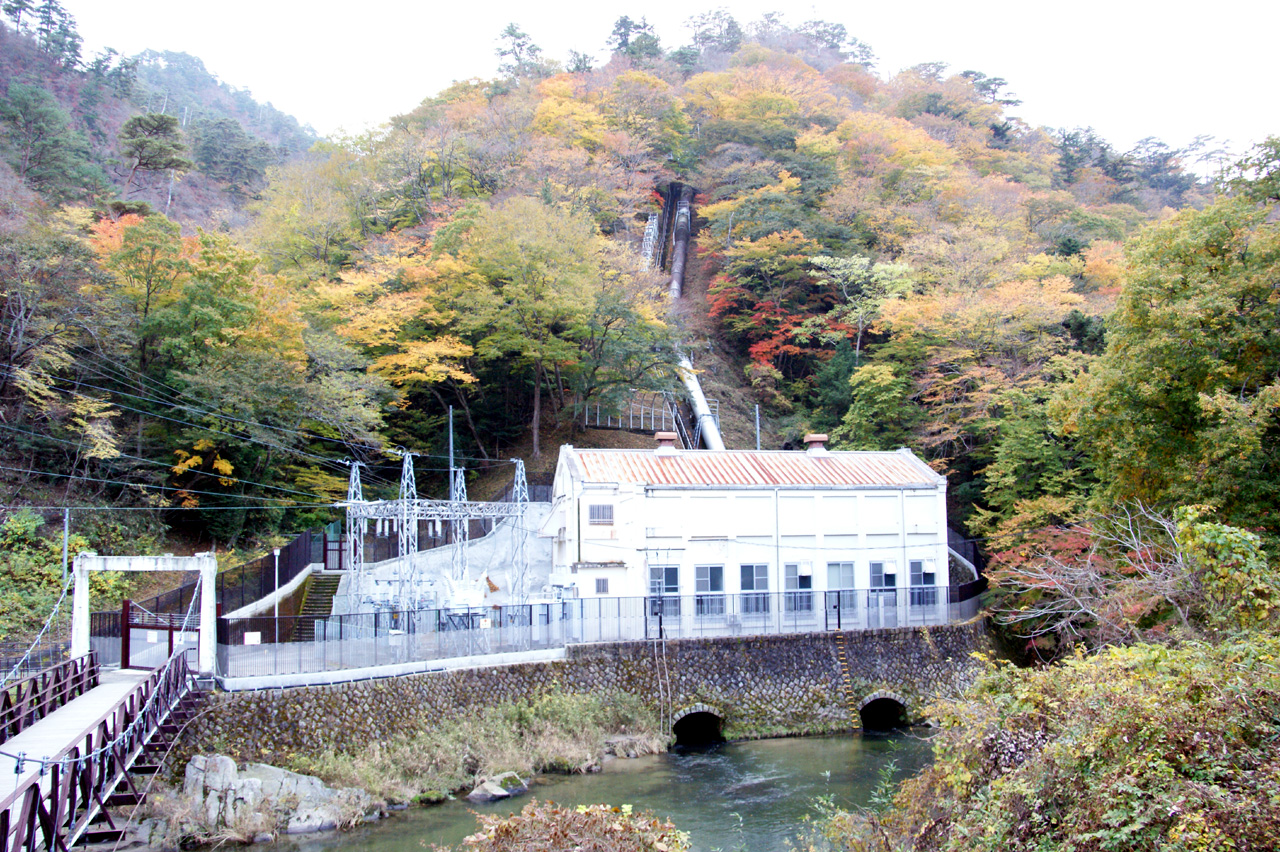
夏井川第二発電所（いわき市）
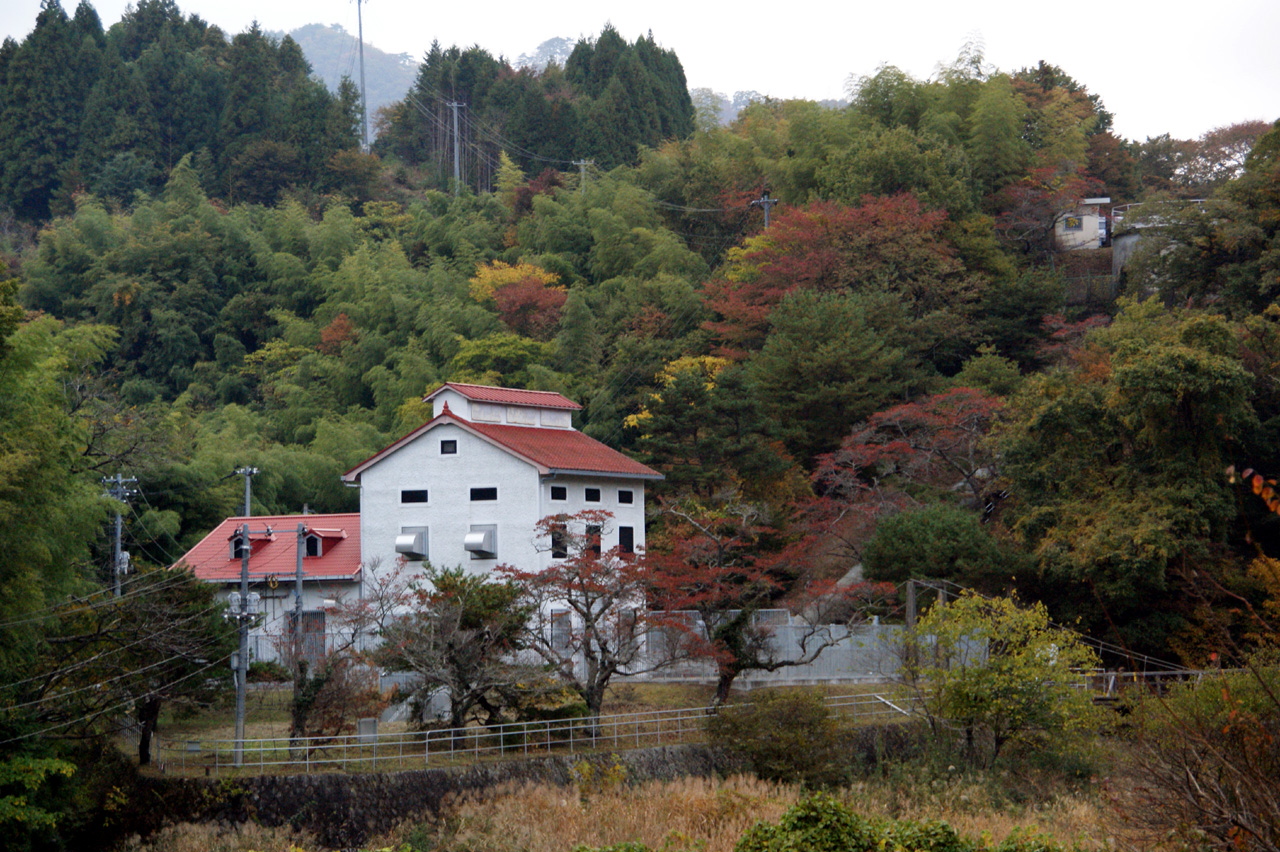
夏井川第三発電所（いわき市）
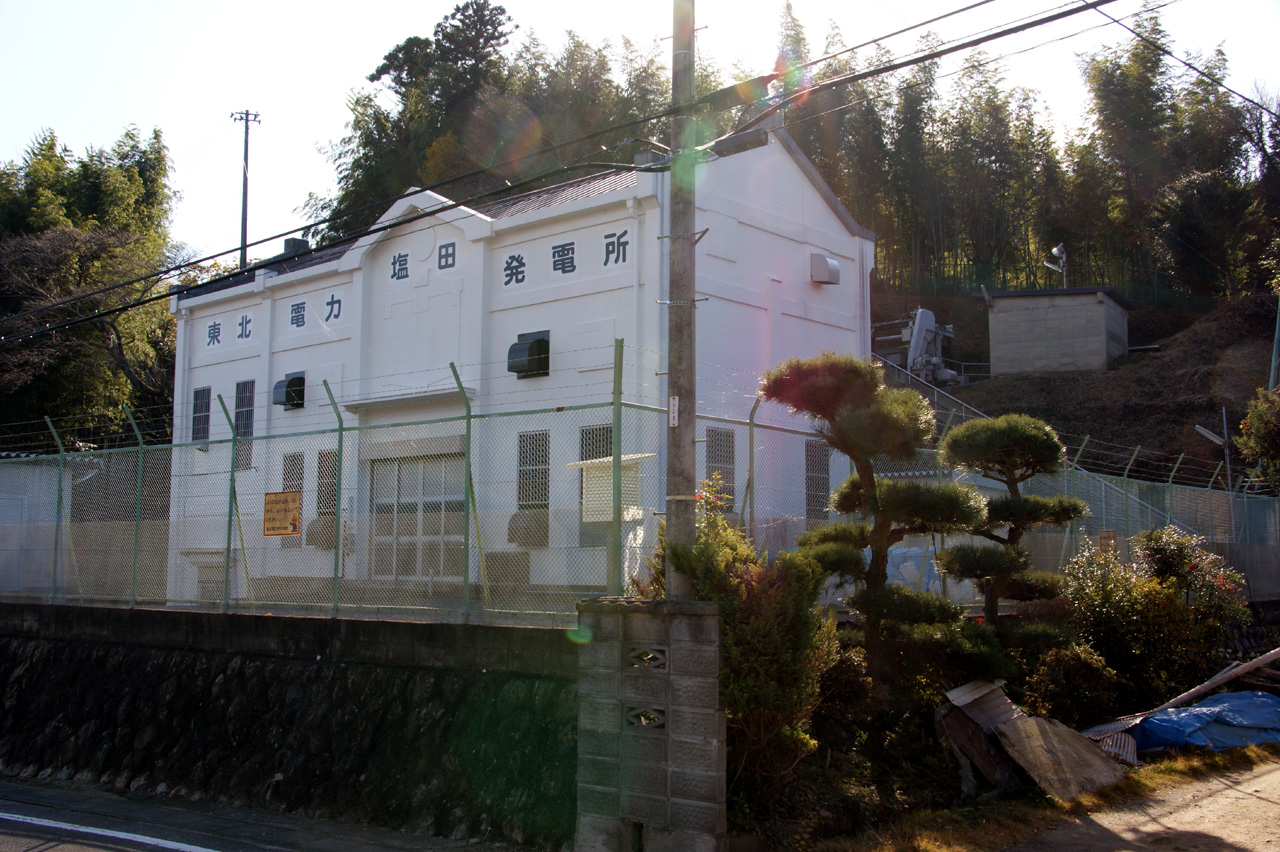
塩田発電所（いわき市）
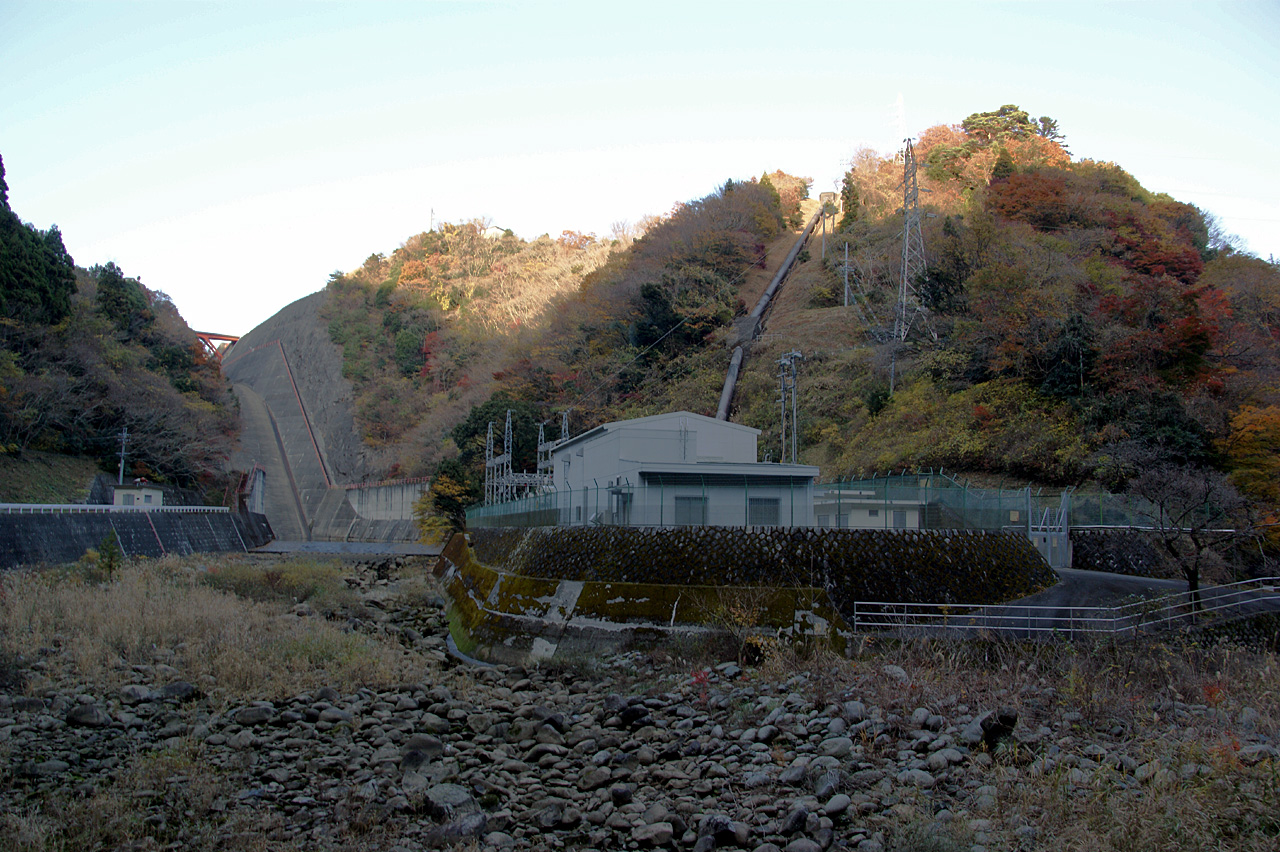
小川発電所（いわき市）
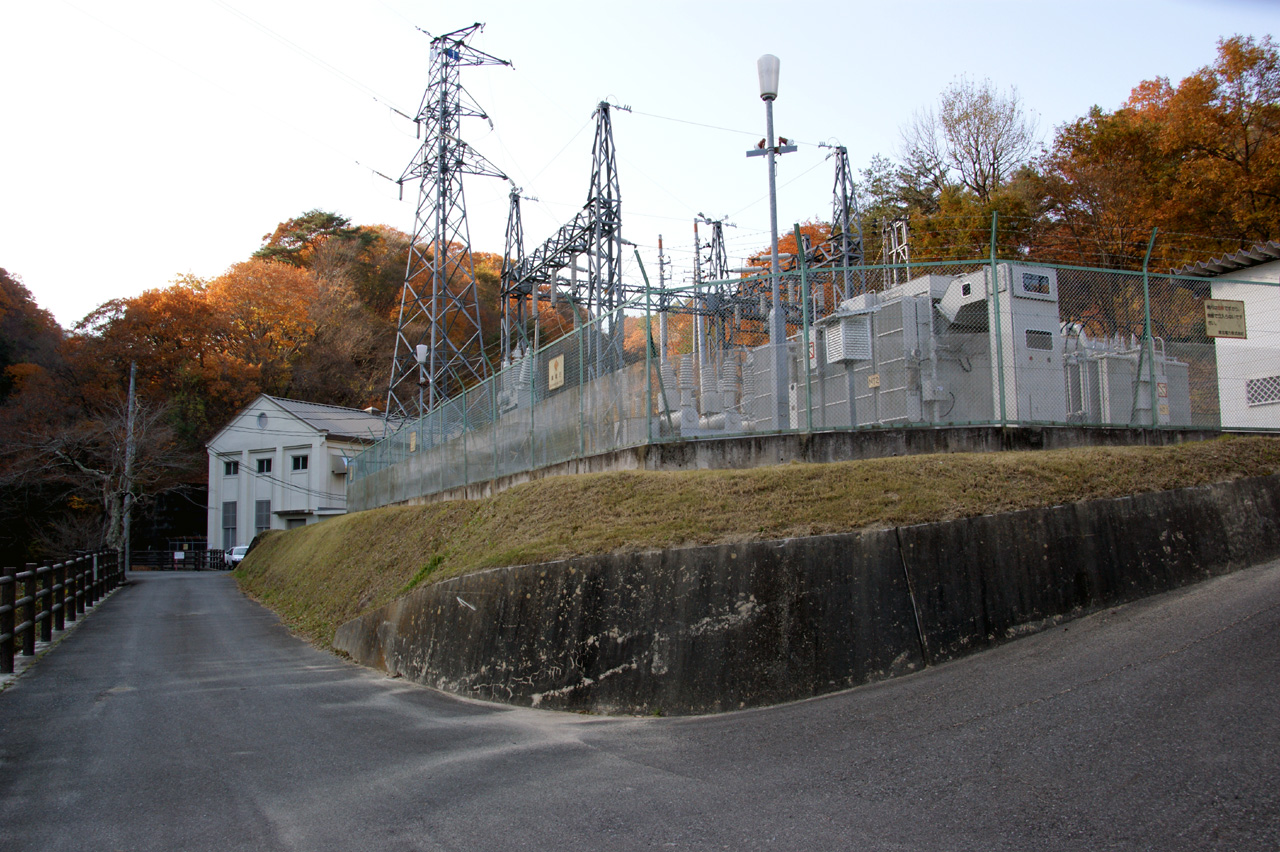
小玉川第一発電所（いわき市）
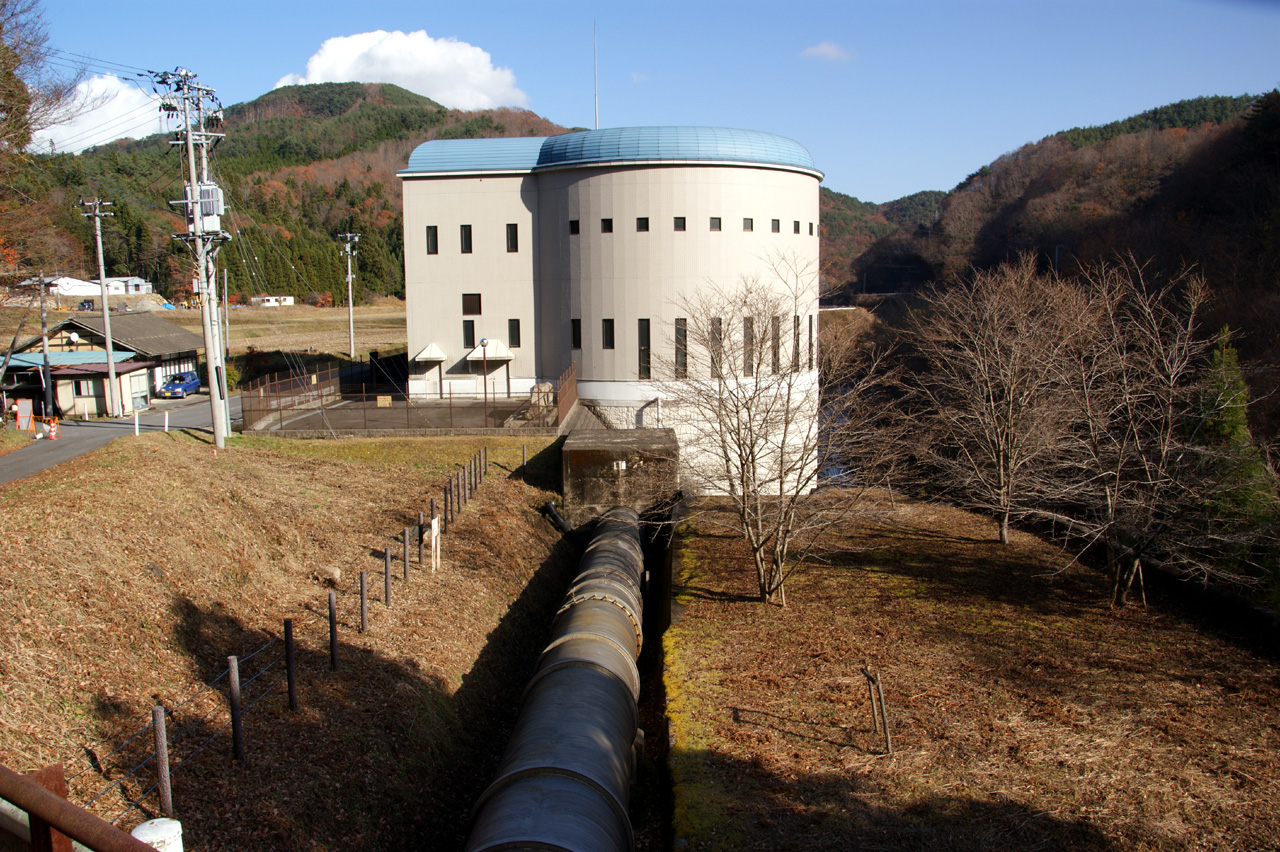
小玉川第二発電所（いわき市）
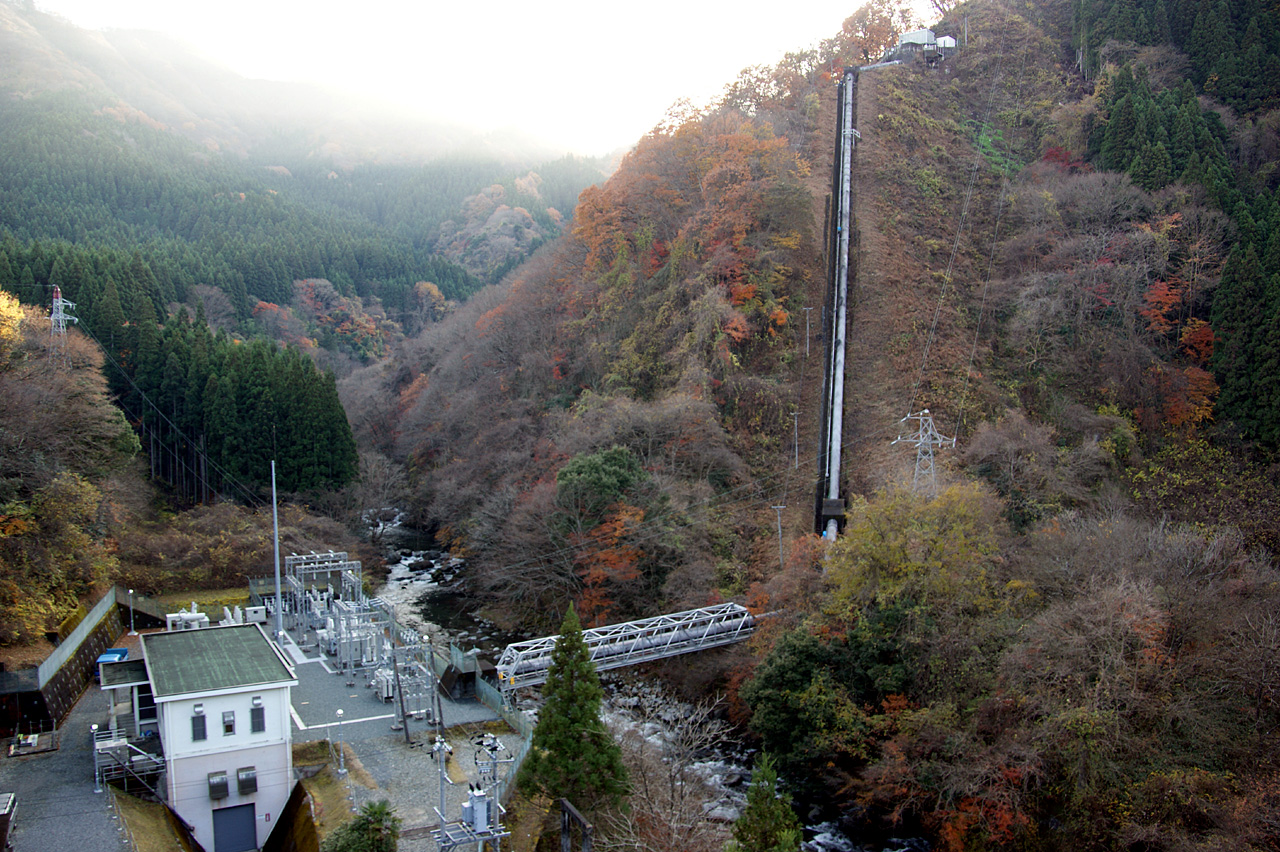
四時川第一発電所（いわき市）
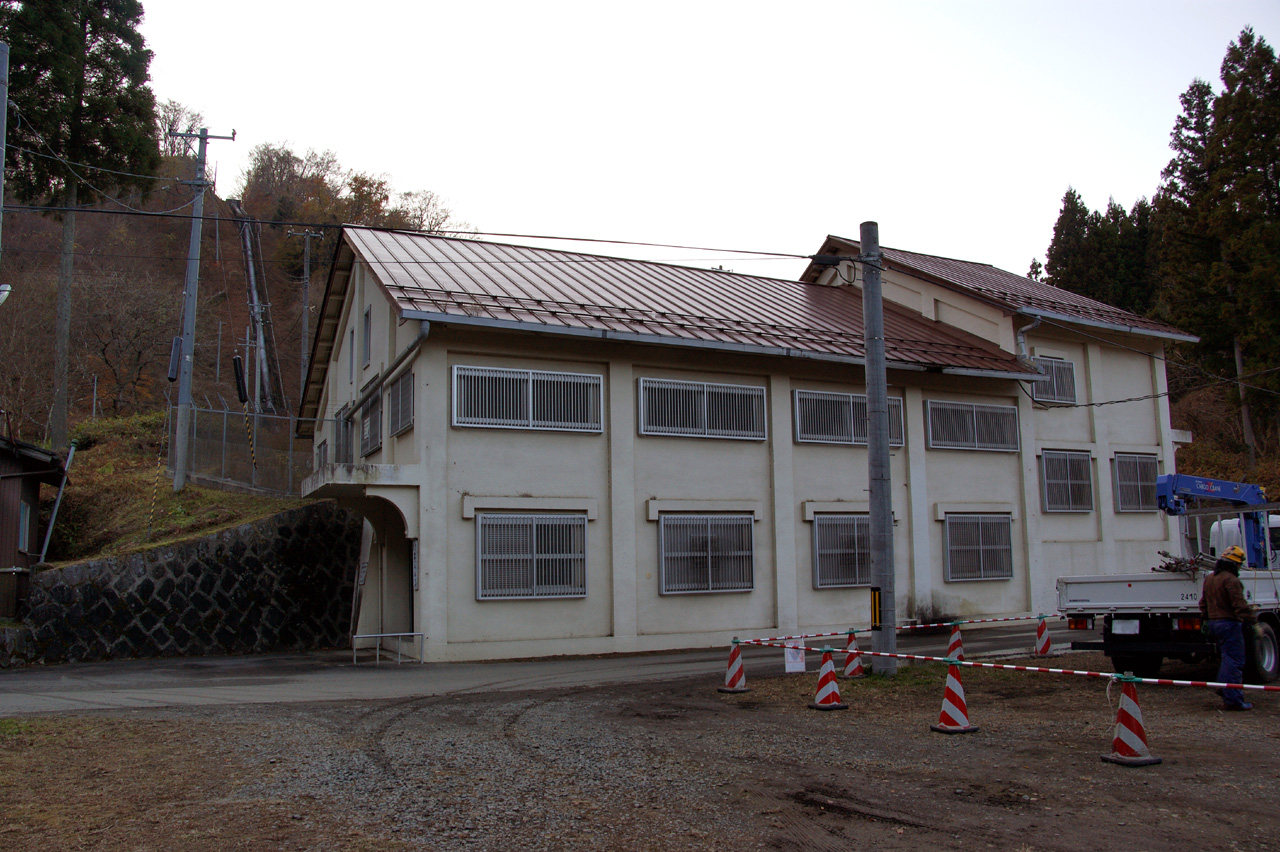
四時川第二発電所（いわき市）
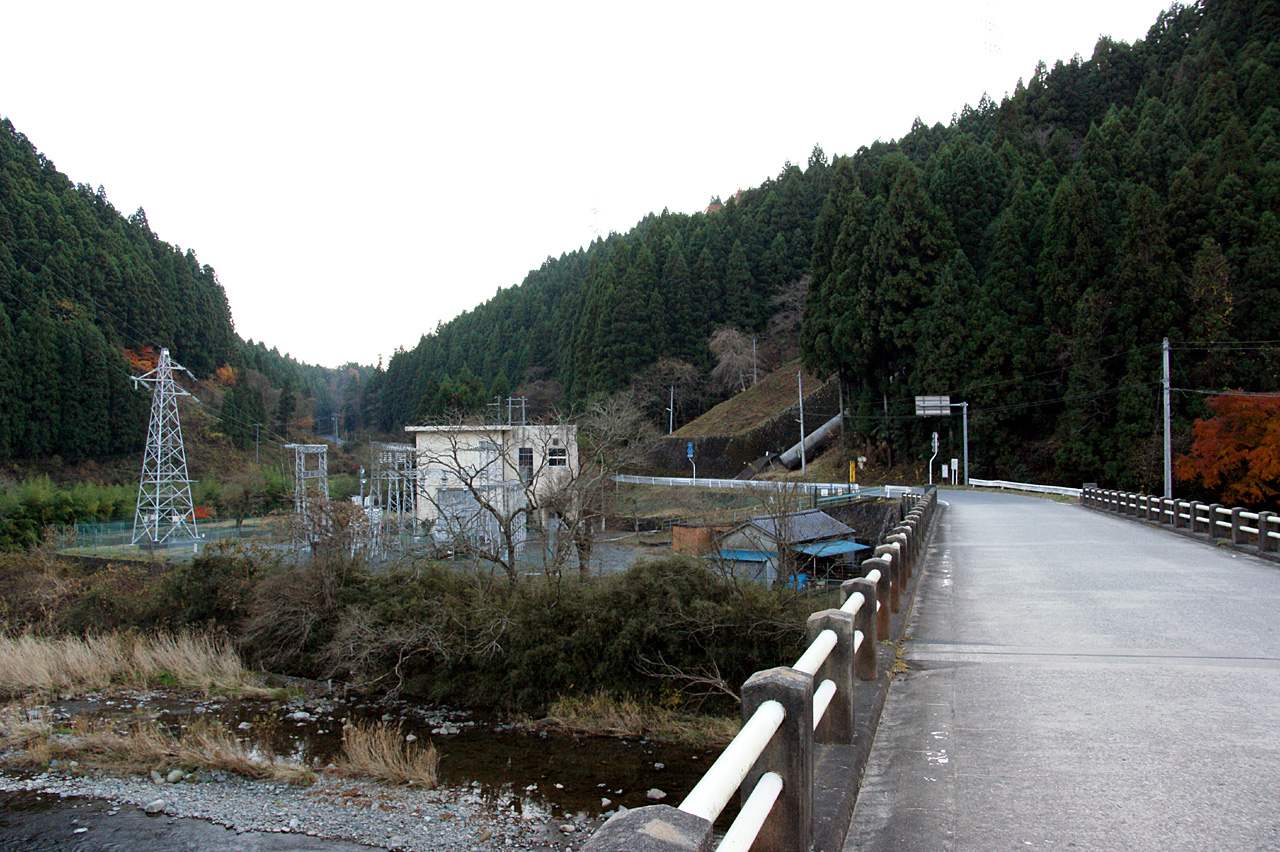
日鉱金属・柿の沢発電所（いわき市）

## 鍾乳洞
- あぶくま洞
- 入水鍾乳洞

## 植生
- 日山周辺
  - 日山の山頂付近を除く自然林の多くが伐採され、自然の植生群が少なくなってきているが、低地ではアカマツ林が点在する所があるほかに、日山の標高860メートル周辺には貴重なブナの自然林、イヌシデ林が残されている。（岩代観光協会ホームページより要約）

## 産業

### 工業
- 助川から夜ノ森にかけての沿岸部は、日本有数の鉱工業地帯・鉱泉地帯であり、20世紀前半には銅山や炭田が点在した。石油企業のジャパンエナジーや電機企業の日立製作所は助川が発祥地、フラガールを生み出した常磐興産は常磐湯本が発祥地である。
- 20世紀後半（高度経済成長以後）の沿岸コンビナートは、小名浜と新地に立地している。

### 農業
- 阿武隈高地は、全体的に牧畜が盛んである。
- 1980年ごろまでは、稲作の他に養蚕、葉たばこやコンニャクなどの工芸作物の栽培が盛んに行われたが、近年は養蚕や工芸作物は減り、稲作や野菜、花卉、果樹栽培などが増加している[7]。

### 林業
- 久慈川流域では林業が盛んである。
- 浜通り夜ノ森以北（旧相馬氏領）では、20世紀前半には森林鉄道が運行され、木材が東京へ輸送されていた。

### 観光
- 大型鍾乳洞あぶくま洞、入水鍾乳洞が有名。
- 石炭の採掘で湧き出た温泉を利用したリゾート施設スパリゾート・ハワイアンズがある。
- 夏井川渓谷・背戸峨廊
- 夏井千本桜
- 三春滝桜

## 交通
阿武隈高地は、阿武隈川流域盆地(概ね国道4号沿線)から太平洋沿岸（国道6号沿線）を直結する河川に乏しいため、富士川流域や三遠南信（天竜川流域）や濃尾（木曽三川流域）や信越（信濃川流域）のような「内陸と沿岸が山地を越えて親密」とは逆に、内陸と沿岸の交流は浅い。
水戸 - 平 - 中村 - 亘理の「沿岸同士」や、宇都宮 - 郡山 - 福島 - 白石の「内陸同士」は、交流も深く交通網も充実している。しかし、「阿武隈高地を越えた双方」を結ぶ路線は、鉄道では平と郡山を結ぶ磐越東線1本のみだが、本数は少なく複線化もされていない。同じく、中村から福島または白石を結ぶ鉄道は、計画倒れに終わっている（→阿武隈急行線）。

### 空港
- 福島空港 - 郡山近郊に位置する。阿武隈高地を切り開いて作られたため、日本では松本空港（658 m）に次いで標高が高い空港（372 m）である[8]。

### 鉄道
- JR東日本磐越東線
- JR東日本水郡線
- 阿武隈急行線

### 道路
- 磐越自動車道
- あぶくま高原道路
- 国道49号：平 - 郡山の連絡線。
- 国道113号：新地 - 白石の連絡線。
- 国道114号：近年[いつ?]まで浪江 - 福島のJRバスが運行されていた。
- 国道115号：中村 - 福島の連絡線。
- 国道118号
- 国道288号：新山 - 郡山の連絡線。戦国時代の「田村攻め」、福島原発事故での「会津へ退避」のルートとなった。
- 国道289号：勿来 - 棚倉 - 白河の連絡線。
- 国道349号：阿武隈高地を縦断する国道。
- 国道399号：阿武隈高地区間は「あぶくまロマンチック街道」の通称がある[9]。
- 国道459号
- 国道461号：高萩 - 大子 - 大田原の連絡線。
- 福島県道14号いわき石川線：御斉所街道（ごさいしょかいどう）と呼ばれる塩の道で、古くから浜通りの産品と中通りの産品の交易が行われた歴史ある街道。

- 福島県道36号小野富岡線：ふくしま再生復興道路として整備が進んでいる。

- 福島県道12号原町川俣線

- 茨城県道36号日立山方線：阿武隈高地の道路では、山越え距離が短い路線。

### 歴史関連
戦国大名
- 田村氏
- 伊達氏
- 相馬氏
- 岩城氏
- 佐竹氏

藩
- 仙台藩
- 中村藩
- 磐城平藩
- 水戸藩
- 二本松藩
- 三春藩
- 棚倉藩

その他
- 戊辰戦争
- 福島第一原子力発電所事故